# Lista de asteroides (287001-288000)
Esta é uma lista parcial de asteroides, do asteroide número 287001 até o 288000, inclusive. Veja também o índice com todas as listas disponíveis.

| Objeto Próximos à Terra | Cinturão de asteroides (interno) | Cinturão de asteroides (externo) | Centauro       |
| Cruzador de Marte       | Cinturão de asteroides (meio)    | Troianos de Júpiter              | Transnetuniano |

Veja mais dados de cada asteroide na ligação externa para o Minor Planet Center na última coluna.
Índice: 287001... 287101... 287201... 287301... 287401... 287501... 287601... 287701... 287801... 287901... 

## 287001–287100
| Designação | Designação | Descoberta  | Descoberta    | Descobridor(es) | Categoria | Mais informações / Referência |
| Permanente | Provisória | Data        | Local         | Descobridor(es) | Categoria | Mais informações / Referência |
| ---------- | ---------- | ----------- | ------------- | --------------- | --------- | ----------------------------- |
| 287001     | 2002 QA66  | 18 ago 2002 | Palomar       | NEAT            | —         | MPC                           |
| 287002     | 2002 QK66  | 18 ago 2002 | Palomar       | NEAT            | Themis    | MPC                           |
| 287003     | 2002 QY66  | 30 ago 2002 | Palomar       | NEAT            | —         | MPC                           |
| 287004     | 2002 QP68  | 27 ago 2002 | Palomar       | NEAT            | —         | MPC                           |
| 287005     | 2002 QJ69  | 28 ago 2002 | Palomar       | NEAT            | —         | MPC                           |
| 287006     | 2002 QD72  | 18 ago 2002 | Palomar       | NEAT            | —         | MPC                           |
| 287007     | 2002 QN72  | 30 ago 2002 | Palomar       | NEAT            | —         | MPC                           |
| 287008     | 2002 QD75  | 29 ago 2002 | Palomar       | NEAT            | —         | MPC                           |
| 287009     | 2002 QV75  | 30 ago 2002 | Palomar       | NEAT            | —         | MPC                           |
| 287010     | 2002 QQ76  | 18 ago 2002 | Palomar       | NEAT            | —         | MPC                           |
| 287011     | 2002 QH80  | 17 ago 2002 | Palomar       | NEAT            | —         | MPC                           |
| 287012     | 2002 QF81  | 27 ago 2002 | Palomar       | NEAT            | —         | MPC                           |
| 287013     | 2002 QQ82  | 16 ago 2002 | Palomar       | NEAT            | —         | MPC                           |
| 287014     | 2002 QU82  | 16 ago 2002 | Palomar       | NEAT            | —         | MPC                           |
| 287015     | 2002 QJ83  | 16 ago 2002 | Palomar       | NEAT            | —         | MPC                           |
| 287016     | 2002 QK85  | 17 ago 2002 | Palomar       | NEAT            | —         | MPC                           |
| 287017     | 2002 QL85  | 17 ago 2002 | Palomar       | NEAT            | —         | MPC                           |
| 287018     | 2002 QV85  | 17 ago 2002 | Palomar       | NEAT            | —         | MPC                           |
| 287019     | 2002 QZ86  | 30 ago 2002 | Palomar       | NEAT            | —         | MPC                           |
| 287020     | 2002 QH87  | 29 ago 2002 | Palomar       | NEAT            | —         | MPC                           |
| 287021     | 2002 QL87  | 29 ago 2002 | Palomar       | NEAT            | —         | MPC                           |
| 287022     | 2002 QR89  | 27 ago 2002 | Palomar       | NEAT            | —         | MPC                           |
| 287023     | 2002 QO91  | 24 ago 2002 | Palomar       | NEAT            | —         | MPC                           |
| 287024     | 2002 QP91  | 17 ago 2002 | Palomar       | NEAT            | Brangane  | MPC                           |
| 287025     | 2002 QZ91  | 21 ago 2002 | Palomar       | NEAT            | —         | MPC                           |
| 287026     | 2002 QU92  | 19 ago 2002 | Palomar       | NEAT            | —         | MPC                           |
| 287027     | 2002 QF94  | 25 ago 2002 | Palomar       | NEAT            | —         | MPC                           |
| 287028     | 2002 QG96  | 18 ago 2002 | Palomar       | NEAT            | —         | MPC                           |
| 287029     | 2002 QT98  | 30 ago 2002 | Palomar       | NEAT            | —         | MPC                           |
| 287030     | 2002 QP102 | 18 ago 2002 | Palomar       | NEAT            | —         | MPC                           |
| 287031     | 2002 QT104 | 26 ago 2002 | Palomar       | NEAT            | —         | MPC                           |
| 287032     | 2002 QH107 | 27 ago 2002 | Palomar       | NEAT            | —         | MPC                           |
| 287033     | 2002 QA108 | 17 ago 2002 | Palomar       | NEAT            | —         | MPC                           |
| 287034     | 2002 QS108 | 16 ago 2002 | Palomar       | NEAT            | —         | MPC                           |
| 287035     | 2002 QQ109 | 17 ago 2002 | Palomar       | NEAT            | Maria     | MPC                           |
| 287036     | 2002 QU110 | 17 ago 2002 | Palomar       | NEAT            | —         | MPC                           |
| 287037     | 2002 QU112 | 27 ago 2002 | Palomar       | NEAT            | —         | MPC                           |
| 287038     | 2002 QT113 | 27 ago 2002 | Palomar       | NEAT            | —         | MPC                           |
| 287039     | 2002 QQ115 | 18 ago 2002 | Palomar       | NEAT            | —         | MPC                           |
| 287040     | 2002 QS115 | 18 ago 2002 | Palomar       | NEAT            | —         | MPC                           |
| 287041     | 2002 QX115 | 29 ago 2002 | Palomar       | NEAT            | —         | MPC                           |
| 287042     | 2002 QZ115 | 18 ago 2002 | Palomar       | NEAT            | —         | MPC                           |
| 287043     | 2002 QA118 | 18 ago 2002 | Palomar       | NEAT            | —         | MPC                           |
| 287044     | 2002 QJ121 | 17 ago 2002 | Palomar       | NEAT            | —         | MPC                           |
| 287045     | 2002 QV122 | 27 ago 2002 | Palomar       | NEAT            | —         | MPC                           |
| 287046     | 2002 QC123 | 16 ago 2002 | Palomar       | NEAT            | Brangane  | MPC                           |
| 287047     | 2002 QJ123 | 18 ago 2002 | Palomar       | NEAT            | —         | MPC                           |
| 287048     | 2002 QS125 | 28 ago 2002 | Palomar       | NEAT            | —         | MPC                           |
| 287049     | 2002 QX127 | 29 ago 2002 | Palomar       | NEAT            | —         | MPC                           |
| 287050     | 2002 QL128 | 29 ago 2002 | Palomar       | NEAT            | —         | MPC                           |
| 287051     | 2002 QS129 | 28 ago 2002 | Palomar       | NEAT            | —         | MPC                           |
| 287052     | 2002 QV130 | 30 ago 2002 | Palomar       | NEAT            | —         | MPC                           |
| 287053     | 2002 QT131 | 30 ago 2002 | Palomar       | NEAT            | —         | MPC                           |
| 287054     | 2002 QS133 | 28 ago 2002 | Palomar       | NEAT            | —         | MPC                           |
| 287055     | 2002 QR134 | 30 ago 2002 | Palomar       | NEAT            | —         | MPC                           |
| 287056     | 2002 QY134 | 30 ago 2002 | Palomar       | NEAT            | —         | MPC                           |
| 287057     | 2002 RG    | 1 set 2002  | Kvistaberg    | UDAS            | —         | MPC                           |
| 287058     | 2002 RH    | 1 set 2002  | Kvistaberg    | UDAS            | —         | MPC                           |
| 287059     | 2002 RF1   | 4 set 2002  | Emerald Lane  | L. Ball         | —         | MPC                           |
| 287060     | 2002 RB4   | 3 set 2002  | Palomar       | NEAT            | —         | MPC                           |
| 287061     | 2002 RL4   | 3 set 2002  | Palomar       | NEAT            | Phocaea   | MPC                           |
| 287062     | 2002 RC11  | 4 set 2002  | Palomar       | NEAT            | —         | MPC                           |
| 287063     | 2002 RR11  | 4 set 2002  | Anderson Mesa | LONEOS          | —         | MPC                           |
| 287064     | 2002 RJ12  | 4 set 2002  | Anderson Mesa | LONEOS          | —         | MPC                           |
| 287065     | 2002 RU15  | 4 set 2002  | Anderson Mesa | LONEOS          | —         | MPC                           |
| 287066     | 2002 RP19  | 4 set 2002  | Anderson Mesa | LONEOS          | —         | MPC                           |
| 287067     | 2002 RG20  | 4 set 2002  | Anderson Mesa | LONEOS          | —         | MPC                           |
| 287068     | 2002 RO23  | 4 set 2002  | Anderson Mesa | LONEOS          | —         | MPC                           |
| 287069     | 2002 RH24  | 4 set 2002  | Anderson Mesa | LONEOS          | —         | MPC                           |
| 287070     | 2002 RW27  | 4 set 2002  | Anderson Mesa | LONEOS          | —         | MPC                           |
| 287071     | 2002 RZ28  | 3 set 2002  | Palomar       | NEAT            | Phocaea   | MPC                           |
| 287072     | 2002 RN29  | 3 set 2002  | Haleakalā     | NEAT            | Eos       | MPC                           |
| 287073     | 2002 RA33  | 4 set 2002  | Anderson Mesa | LONEOS          | —         | MPC                           |
| 287074     | 2002 RC34  | 4 set 2002  | Anderson Mesa | LONEOS          | —         | MPC                           |
| 287075     | 2002 RH36  | 5 set 2002  | Anderson Mesa | LONEOS          | —         | MPC                           |
| 287076     | 2002 RX37  | 5 set 2002  | Anderson Mesa | LONEOS          | —         | MPC                           |
| 287077     | 2002 RV38  | 5 set 2002  | Anderson Mesa | LONEOS          | —         | MPC                           |
| 287078     | 2002 RX38  | 5 set 2002  | Anderson Mesa | LONEOS          | —         | MPC                           |
| 287079     | 2002 RE39  | 5 set 2002  | Anderson Mesa | LONEOS          | —         | MPC                           |
| 287080     | 2002 RF48  | 5 set 2002  | Socorro       | LINEAR          | —         | MPC                           |
| 287081     | 2002 RG51  | 5 set 2002  | Socorro       | LINEAR          | —         | MPC                           |
| 287082     | 2002 RS56  | 5 set 2002  | Anderson Mesa | LONEOS          | —         | MPC                           |
| 287083     | 2002 RH57  | 5 set 2002  | Anderson Mesa | LONEOS          | —         | MPC                           |
| 287084     | 2002 RW57  | 5 set 2002  | Anderson Mesa | LONEOS          | —         | MPC                           |
| 287085     | 2002 RN69  | 4 set 2002  | Anderson Mesa | LONEOS          | —         | MPC                           |
| 287086     | 2002 RO69  | 4 set 2002  | Anderson Mesa | LONEOS          | —         | MPC                           |
| 287087     | 2002 RQ71  | 5 set 2002  | Socorro       | LINEAR          | —         | MPC                           |
| 287088     | 2002 RJ73  | 5 set 2002  | Socorro       | LINEAR          | —         | MPC                           |
| 287089     | 2002 RB76  | 5 set 2002  | Socorro       | LINEAR          | —         | MPC                           |
| 287090     | 2002 RF77  | 5 set 2002  | Socorro       | LINEAR          | —         | MPC                           |
| 287091     | 2002 RG82  | 5 set 2002  | Socorro       | LINEAR          | —         | MPC                           |
| 287092     | 2002 RN85  | 5 set 2002  | Socorro       | LINEAR          | Flora     | MPC                           |
| 287093     | 2002 RG87  | 5 set 2002  | Socorro       | LINEAR          | —         | MPC                           |
| 287094     | 2002 RZ97  | 5 set 2002  | Socorro       | LINEAR          | —         | MPC                           |
| 287095     | 2002 RF109 | 6 set 2002  | Socorro       | LINEAR          | —         | MPC                           |
| 287096     | 2002 RT110 | 6 set 2002  | Socorro       | LINEAR          | —         | MPC                           |
| 287097     | 2002 RE113 | 5 set 2002  | Anderson Mesa | LONEOS          | —         | MPC                           |
| 287098     | 2002 RW125 | 9 set 2002  | Palomar       | NEAT            | —         | MPC                           |
| 287099     | 2002 RK127 | 10 set 2002 | Palomar       | NEAT            | —         | MPC                           |
| 287100     | 2002 RN135 | 10 set 2002 | Haleakala     | NEAT            | —         | MPC                           |

## 287101–287200
| Designação | Designação | Descoberta  | Descoberta       | Descobridor(es)      | Categoria | Mais informações / Referência |
| Permanente | Provisória | Data        | Local            | Descobridor(es)      | Categoria | Mais informações / Referência |
| ---------- | ---------- | ----------- | ---------------- | -------------------- | --------- | ----------------------------- |
| 287101     | 2002 RL141 | 10 set 2002 | Haleakala        | NEAT                 | —         | MPC                           |
| 287102     | 2002 RC144 | 11 set 2002 | Palomar          | NEAT                 | —         | MPC                           |
| 287103     | 2002 RA147 | 11 set 2002 | Palomar          | NEAT                 | Mitidika  | MPC                           |
| 287104     | 2002 RD150 | 11 set 2002 | Haleakala        | NEAT                 | —         | MPC                           |
| 287105     | 2002 RF150 | 11 set 2002 | Haleakala        | NEAT                 | —         | MPC                           |
| 287106     | 2002 RV150 | 12 set 2002 | Palomar          | NEAT                 | —         | MPC                           |
| 287107     | 2002 RX152 | 12 set 2002 | Palomar          | NEAT                 | —         | MPC                           |
| 287108     | 2002 RZ153 | 13 set 2002 | Kitt Peak        | Spacewatch           | —         | MPC                           |
| 287109     | 2002 RE155 | 11 set 2002 | Palomar          | NEAT                 | Brangane  | MPC                           |
| 287110     | 2002 RC160 | 12 set 2002 | Palomar          | NEAT                 | —         | MPC                           |
| 287111     | 2002 RJ160 | 12 set 2002 | Palomar          | NEAT                 | —         | MPC                           |
| 287112     | 2002 RG161 | 12 set 2002 | Palomar          | NEAT                 | —         | MPC                           |
| 287113     | 2002 RE162 | 12 set 2002 | Palomar          | NEAT                 | —         | MPC                           |
| 287114     | 2002 RT163 | 12 set 2002 | Palomar          | NEAT                 | —         | MPC                           |
| 287115     | 2002 RK165 | 13 set 2002 | Palomar          | NEAT                 | —         | MPC                           |
| 287116     | 2002 RS165 | 13 set 2002 | Palomar          | NEAT                 | —         | MPC                           |
| 287117     | 2002 RG166 | 13 set 2002 | Palomar          | NEAT                 | Mitidika  | MPC                           |
| 287118     | 2002 RJ176 | 13 set 2002 | Palomar          | NEAT                 | —         | MPC                           |
| 287119     | 2002 RD177 | 13 set 2002 | Palomar          | NEAT                 | —         | MPC                           |
| 287120     | 2002 RW177 | 13 set 2002 | Palomar          | NEAT                 | —         | MPC                           |
| 287121     | 2002 RM180 | 14 set 2002 | Palomar          | NEAT                 | —         | MPC                           |
| 287122     | 2002 RU181 | 13 set 2002 | Goodricke-Pigott | R. A. Tucker         | Juno      | MPC                           |
| 287123     | 2002 RR182 | 11 set 2002 | Palomar          | NEAT                 | Koronis   | MPC                           |
| 287124     | 2002 RO183 | 11 set 2002 | Palomar          | NEAT                 | —         | MPC                           |
| 287125     | 2002 RT183 | 11 set 2002 | Palomar          | NEAT                 | —         | MPC                           |
| 287126     | 2002 RU184 | 12 set 2002 | Palomar          | NEAT                 | —         | MPC                           |
| 287127     | 2002 RZ184 | 12 set 2002 | Palomar          | NEAT                 | —         | MPC                           |
| 287128     | 2002 RV185 | 12 set 2002 | Palomar          | NEAT                 | —         | MPC                           |
| 287129     | 2002 RW187 | 12 set 2002 | Palomar          | NEAT                 | —         | MPC                           |
| 287130     | 2002 RK188 | 13 set 2002 | Palomar          | NEAT                 | —         | MPC                           |
| 287131     | 2002 RD191 | 15 set 2002 | Palomar          | NEAT                 | —         | MPC                           |
| 287132     | 2002 RZ192 | 12 set 2002 | Palomar          | NEAT                 | —         | MPC                           |
| 287133     | 2002 RC193 | 12 set 2002 | Palomar          | NEAT                 | —         | MPC                           |
| 287134     | 2002 RF196 | 12 set 2002 | Palomar          | NEAT                 | —         | MPC                           |
| 287135     | 2002 RG198 | 13 set 2002 | Palomar          | NEAT                 | —         | MPC                           |
| 287136     | 2002 RP201 | 13 set 2002 | Socorro          | LINEAR               | Mitidika  | MPC                           |
| 287137     | 2002 RV201 | 13 set 2002 | Socorro          | LINEAR               | —         | MPC                           |
| 287138     | 2002 RH203 | 13 set 2002 | Palomar          | NEAT                 | —         | MPC                           |
| 287139     | 2002 RJ207 | 14 set 2002 | Palomar          | NEAT                 | —         | MPC                           |
| 287140     | 2002 RZ207 | 14 set 2002 | Haleakala        | NEAT                 | —         | MPC                           |
| 287141     | 2002 RS208 | 13 set 2002 | Kitt Peak        | Spacewatch           | —         | MPC                           |
| 287142     | 2002 RY213 | 13 set 2002 | Socorro          | LINEAR               | —         | MPC                           |
| 287143     | 2002 RS214 | 13 set 2002 | Socorro          | LINEAR               | Phocaea   | MPC                           |
| 287144     | 2002 RL220 | 15 set 2002 | Palomar          | NEAT                 | —         | MPC                           |
| 287145     | 2002 RM220 | 15 set 2002 | Palomar          | NEAT                 | —         | MPC                           |
| 287146     | 2002 RA226 | 13 set 2002 | Palomar          | NEAT                 | —         | MPC                           |
| 287147     | 2002 RK226 | 14 set 2002 | Palomar          | NEAT                 | —         | MPC                           |
| 287148     | 2002 RS226 | 14 set 2002 | Palomar          | NEAT                 | —         | MPC                           |
| 287149     | 2002 RM228 | 14 set 2002 | Haleakala        | NEAT                 | —         | MPC                           |
| 287150     | 2002 RV228 | 14 set 2002 | Haleakala        | NEAT                 | —         | MPC                           |
| 287151     | 2002 RN231 | 14 set 2002 | Palomar          | NEAT                 | —         | MPC                           |
| 287152     | 2002 RU231 | 14 set 2002 | Palomar          | NEAT                 | —         | MPC                           |
| 287153     | 2002 RF233 | 14 set 2002 | Palomar          | R. Matson            | —         | MPC                           |
| 287154     | 2002 RN233 | 14 set 2002 | Palomar          | R. Matson            | —         | MPC                           |
| 287155     | 2002 RB234 | 14 set 2002 | Palomar          | R. Matson            | —         | MPC                           |
| 287156     | 2002 RQ234 | 14 set 2002 | Palomar          | R. Matson            | —         | MPC                           |
| 287157     | 2002 RD235 | 11 set 2002 | Palomar          | M. White, M. Collins | —         | MPC                           |
| 287158     | 2002 RN235 | 14 set 2002 | Palomar          | R. Matson            | —         | MPC                           |
| 287159     | 2002 RP235 | 14 set 2002 | Palomar          | R. Matson            | Mitidika  | MPC                           |
| 287160     | 2002 RD238 | 9 set 2002  | Haleakala        | R. Matson            | —         | MPC                           |
| 287161     | 2002 RE240 | 11 set 2002 | Haleakala        | S. F. Hönig          | —         | MPC                           |
| 287162     | 2002 RL240 | 11 set 2002 | Haleakala        | S. F. Hönig          | —         | MPC                           |
| 287163     | 2002 RQ244 | 14 set 2002 | Palomar          | NEAT                 | —         | MPC                           |
| 287164     | 2002 RW246 | 14 set 2002 | Palomar          | NEAT                 | —         | MPC                           |
| 287165     | 2002 RF247 | 15 set 2002 | Palomar          | NEAT                 | —         | MPC                           |
| 287166     | 2002 RR248 | 14 set 2002 | Palomar          | NEAT                 | —         | MPC                           |
| 287167     | 2002 RJ251 | 4 set 2002  | Palomar          | NEAT                 | —         | MPC                           |
| 287168     | 2002 RR251 | 3 set 2002  | Palomar          | NEAT                 | —         | MPC                           |
| 287169     | 2002 RK253 | 14 set 2002 | Palomar          | NEAT                 | —         | MPC                           |
| 287170     | 2002 RV253 | 12 set 2002 | Palomar          | NEAT                 | —         | MPC                           |
| 287171     | 2002 RD254 | 14 set 2002 | Palomar          | NEAT                 | —         | MPC                           |
| 287172     | 2002 RM254 | 14 set 2002 | Palomar          | NEAT                 | —         | MPC                           |
| 287173     | 2002 RZ254 | 14 set 2002 | Palomar          | NEAT                 | Mitidika  | MPC                           |
| 287174     | 2002 RC259 | 14 set 2002 | Palomar          | NEAT                 | —         | MPC                           |
| 287175     | 2002 RR261 | 13 set 2002 | Palomar          | Palomar Obs.         | —         | MPC                           |
| 287176     | 2002 RK263 | 13 set 2002 | Palomar          | NEAT                 | —         | MPC                           |
| 287177     | 2002 RW266 | 13 set 2002 | Palomar          | NEAT                 | —         | MPC                           |
| 287178     | 2002 RQ267 | 3 set 2002  | Palomar          | NEAT                 | —         | MPC                           |
| 287179     | 2002 RV267 | 13 set 2002 | Palomar          | NEAT                 | —         | MPC                           |
| 287180     | 2002 RF269 | 4 set 2002  | Palomar          | NEAT                 | —         | MPC                           |
| 287181     | 2002 RT270 | 4 set 2002  | Palomar          | NEAT                 | —         | MPC                           |
| 287182     | 2002 RY271 | 4 set 2002  | Palomar          | NEAT                 | —         | MPC                           |
| 287183     | 2002 RE272 | 4 set 2002  | Palomar          | NEAT                 | —         | MPC                           |
| 287184     | 2002 RW272 | 4 set 2002  | Palomar          | NEAT                 | —         | MPC                           |
| 287185     | 2002 RB273 | 4 set 2002  | Palomar          | NEAT                 | —         | MPC                           |
| 287186     | 2002 RW282 | 14 set 2002 | Palomar          | NEAT                 | —         | MPC                           |
| 287187     | 2002 RA291 | 19 jan 2009 | Mount Lemmon     | Mount Lemmon Survey  | —         | MPC                           |
| 287188     | 2002 SE    | 16 set 2002 | Palomar          | NEAT                 | —         | MPC                           |
| 287189     | 2002 SX3   | 26 set 2002 | Palomar          | NEAT                 | —         | MPC                           |
| 287190     | 2002 SL4   | 27 set 2002 | Palomar          | NEAT                 | Juno      | MPC                           |
| 287191     | 2002 SD5   | 27 set 2002 | Palomar          | NEAT                 | —         | MPC                           |
| 287192     | 2002 SP11  | 27 set 2002 | Palomar          | NEAT                 | —         | MPC                           |
| 287193     | 2002 SF15  | 27 set 2002 | Palomar          | NEAT                 | —         | MPC                           |
| 287194     | 2002 SA17  | 28 set 2002 | Palomar          | NEAT                 | —         | MPC                           |
| 287195     | 2002 SW19  | 26 set 2002 | Socorro          | LINEAR               | —         | MPC                           |
| 287196     | 2002 SE22  | 26 set 2002 | Palomar          | NEAT                 | —         | MPC                           |
| 287197     | 2002 SK23  | 27 set 2002 | Palomar          | NEAT                 | —         | MPC                           |
| 287198     | 2002 SM23  | 27 set 2002 | Palomar          | NEAT                 | —         | MPC                           |
| 287199     | 2002 SR23  | 27 set 2002 | Palomar          | NEAT                 | —         | MPC                           |
| 287200     | 2002 SF24  | 27 set 2002 | Palomar          | NEAT                 | —         | MPC                           |

## 287201–287300
| Designação | Designação | Descoberta  | Descoberta        | Descobridor(es) | Categoria | Mais informações / Referência |
| Permanente | Provisória | Data        | Local             | Descobridor(es) | Categoria | Mais informações / Referência |
| ---------- | ---------- | ----------- | ----------------- | --------------- | --------- | ----------------------------- |
| 287201     | 2002 SW27  | 26 set 2002 | Palomar           | NEAT            | —         | MPC                           |
| 287202     | 2002 SY31  | 28 set 2002 | Haleakala         | NEAT            | —         | MPC                           |
| 287203     | 2002 SW32  | 28 set 2002 | Haleakala         | NEAT            | —         | MPC                           |
| 287204     | 2002 SW34  | 29 set 2002 | Haleakala         | NEAT            | —         | MPC                           |
| 287205     | 2002 SP43  | 28 set 2002 | Haleakala         | NEAT            | —         | MPC                           |
| 287206     | 2002 SK44  | 29 set 2002 | Haleakala         | NEAT            | —         | MPC                           |
| 287207     | 2002 ST44  | 29 set 2002 | Haleakala         | NEAT            | Juno      | MPC                           |
| 287208     | 2002 SQ53  | 20 set 2002 | Palomar           | NEAT            | —         | MPC                           |
| 287209     | 2002 SQ54  | 30 set 2002 | Socorro           | LINEAR          | —         | MPC                           |
| 287210     | 2002 SK65  | 17 set 2002 | Palomar           | NEAT            | —         | MPC                           |
| 287211     | 2002 SY65  | 16 set 2002 | Palomar           | NEAT            | —         | MPC                           |
| 287212     | 2002 SS67  | 26 set 2002 | Palomar           | NEAT            | —         | MPC                           |
| 287213     | 2002 SN68  | 26 set 2002 | Palomar           | NEAT            | —         | MPC                           |
| 287214     | 2002 SL70  | 26 set 2002 | Palomar           | NEAT            | —         | MPC                           |
| 287215     | 2002 SU70  | 16 set 2002 | Palomar           | NEAT            | —         | MPC                           |
| 287216     | 2002 SW70  | 16 set 2002 | Palomar           | NEAT            | —         | MPC                           |
| 287217     | 2002 SO71  | 16 fev 2004 | Kitt Peak         | Spacewatch      | —         | MPC                           |
| 287218     | 2002 SB72  | 26 set 2002 | Palomar           | NEAT            | —         | MPC                           |
| 287219     | 2002 SX72  | 16 set 2002 | Palomar           | NEAT            | —         | MPC                           |
| 287220     | 2002 SY73  | 16 set 2002 | Palomar           | NEAT            | —         | MPC                           |
| 287221     | 2002 TD4   | 1 out 2002  | Anderson Mesa     | LONEOS          | —         | MPC                           |
| 287222     | 2002 TM4   | 1 out 2002  | Socorro           | LINEAR          | —         | MPC                           |
| 287223     | 2002 TA11  | 2 out 2002  | Campo Imperatore  | CINEOS          | —         | MPC                           |
| 287224     | 2002 TN11  | 1 out 2002  | Anderson Mesa     | LONEOS          | —         | MPC                           |
| 287225     | 2002 TG12  | 1 out 2002  | Anderson Mesa     | LONEOS          | Mitidika  | MPC                           |
| 287226     | 2002 TM13  | 1 out 2002  | Anderson Mesa     | LONEOS          | —         | MPC                           |
| 287227     | 2002 TD16  | 2 out 2002  | Socorro           | LINEAR          | Mitidika  | MPC                           |
| 287228     | 2002 TJ16  | 2 out 2002  | Socorro           | LINEAR          | —         | MPC                           |
| 287229     | 2002 TE19  | 2 out 2002  | Socorro           | LINEAR          | —         | MPC                           |
| 287230     | 2002 TA21  | 2 out 2002  | Socorro           | LINEAR          | —         | MPC                           |
| 287231     | 2002 TT23  | 2 out 2002  | Socorro           | LINEAR          | —         | MPC                           |
| 287232     | 2002 TG24  | 2 out 2002  | Socorro           | LINEAR          | —         | MPC                           |
| 287233     | 2002 TJ30  | 2 out 2002  | Socorro           | LINEAR          | —         | MPC                           |
| 287234     | 2002 TR35  | 2 out 2002  | Socorro           | LINEAR          | —         | MPC                           |
| 287235     | 2002 TA36  | 2 out 2002  | Socorro           | LINEAR          | —         | MPC                           |
| 287236     | 2002 TB36  | 2 out 2002  | Socorro           | LINEAR          | —         | MPC                           |
| 287237     | 2002 TN42  | 2 out 2002  | Socorro           | LINEAR          | —         | MPC                           |
| 287238     | 2002 TJ44  | 2 out 2002  | Haleakala         | NEAT            | —         | MPC                           |
| 287239     | 2002 TP49  | 2 out 2002  | Socorro           | LINEAR          | —         | MPC                           |
| 287240     | 2002 TV51  | 2 out 2002  | Socorro           | LINEAR          | —         | MPC                           |
| 287241     | 2002 TA56  | 1 out 2002  | Anderson Mesa     | LONEOS          | —         | MPC                           |
| 287242     | 2002 TJ56  | 2 out 2002  | Socorro           | LINEAR          | —         | MPC                           |
| 287243     | 2002 TM63  | 3 out 2002  | Campo Imperatore  | CINEOS          | —         | MPC                           |
| 287244     | 2002 TN63  | 3 out 2002  | Campo Imperatore  | CINEOS          | —         | MPC                           |
| 287245     | 2002 TQ63  | 4 out 2002  | Campo Imperatore  | CINEOS          | —         | MPC                           |
| 287246     | 2002 TR63  | 4 out 2002  | Campo Imperatore  | CINEOS          | —         | MPC                           |
| 287247     | 2002 TJ67  | 4 out 2002  | Socorro           | LINEAR          | —         | MPC                           |
| 287248     | 2002 TW69  | 9 out 2002  | Uccle             | T. Pauwels      | —         | MPC                           |
| 287249     | 2002 TJ90  | 3 out 2002  | Palomar           | NEAT            | —         | MPC                           |
| 287250     | 2002 TX95  | 3 out 2002  | Palomar           | NEAT            | —         | MPC                           |
| 287251     | 2002 TO96  | 11 out 2002 | Palomar           | NEAT            | —         | MPC                           |
| 287252     | 2002 TC100 | 4 out 2002  | Anderson Mesa     | LONEOS          | —         | MPC                           |
| 287253     | 2002 TS101 | 4 out 2002  | Socorro           | LINEAR          | —         | MPC                           |
| 287254     | 2002 TT101 | 4 out 2002  | Socorro           | LINEAR          | —         | MPC                           |
| 287255     | 2002 TH103 | 4 out 2002  | Socorro           | LINEAR          | —         | MPC                           |
| 287256     | 2002 TM114 | 3 out 2002  | Palomar           | NEAT            | —         | MPC                           |
| 287257     | 2002 TW120 | 3 out 2002  | Palomar           | NEAT            | Juno      | MPC                           |
| 287258     | 2002 TN123 | 4 out 2002  | Palomar           | NEAT            | —         | MPC                           |
| 287259     | 2002 TC127 | 3 set 2002  | Palomar           | NEAT            | —         | MPC                           |
| 287260     | 2002 TF129 | 4 out 2002  | Palomar           | NEAT            | —         | MPC                           |
| 287261     | 2002 TB130 | 4 out 2002  | Palomar           | NEAT            | —         | MPC                           |
| 287262     | 2002 TM139 | 4 out 2002  | Anderson Mesa     | LONEOS          | —         | MPC                           |
| 287263     | 2002 TA145 | 2 out 2002  | Campo Imperatore  | CINEOS          | —         | MPC                           |
| 287264     | 2002 TB145 | 2 out 2002  | Campo Imperatore  | CINEOS          | —         | MPC                           |
| 287265     | 2002 TA146 | 4 out 2002  | Socorro           | LINEAR          | —         | MPC                           |
| 287266     | 2002 TF148 | 5 out 2002  | Palomar           | NEAT            | —         | MPC                           |
| 287267     | 2002 TR148 | 5 out 2002  | Palomar           | NEAT            | —         | MPC                           |
| 287268     | 2002 TY151 | 5 out 2002  | Palomar           | NEAT            | —         | MPC                           |
| 287269     | 2002 TW155 | 5 out 2002  | Kitt Peak         | Spacewatch      | —         | MPC                           |
| 287270     | 2002 TU156 | 5 out 2002  | Palomar           | NEAT            | —         | MPC                           |
| 287271     | 2002 TY156 | 5 out 2002  | Palomar           | NEAT            | Brangane  | MPC                           |
| 287272     | 2002 TE159 | 5 out 2002  | Palomar           | NEAT            | —         | MPC                           |
| 287273     | 2002 TO161 | 5 out 2002  | Palomar           | NEAT            | —         | MPC                           |
| 287274     | 2002 TN163 | 5 out 2002  | Palomar           | NEAT            | —         | MPC                           |
| 287275     | 2002 TY166 | 3 out 2002  | Palomar           | NEAT            | —         | MPC                           |
| 287276     | 2002 TG167 | 3 out 2002  | Palomar           | NEAT            | —         | MPC                           |
| 287277     | 2002 TV167 | 3 out 2002  | Palomar           | NEAT            | —         | MPC                           |
| 287278     | 2002 TZ168 | 3 out 2002  | Palomar           | NEAT            | —         | MPC                           |
| 287279     | 2002 TT169 | 3 out 2002  | Palomar           | NEAT            | —         | MPC                           |
| 287280     | 2002 TY171 | 4 out 2002  | Palomar           | NEAT            | —         | MPC                           |
| 287281     | 2002 TC173 | 7 set 2002  | Socorro           | LINEAR          | —         | MPC                           |
| 287282     | 2002 TZ175 | 4 out 2002  | Anderson Mesa     | LONEOS          | —         | MPC                           |
| 287283     | 2002 TH177 | 5 out 2002  | Palomar           | NEAT            | —         | MPC                           |
| 287284     | 2002 TM181 | 3 out 2002  | Socorro           | LINEAR          | Pallas    | MPC                           |
| 287285     | 2002 TE184 | 4 out 2002  | Socorro           | LINEAR          | —         | MPC                           |
| 287286     | 2002 TQ186 | 4 out 2002  | Socorro           | LINEAR          | —         | MPC                           |
| 287287     | 2002 TK192 | 5 out 2002  | Anderson Mesa     | LONEOS          | —         | MPC                           |
| 287288     | 2002 TQ193 | 3 out 2002  | Socorro           | LINEAR          | —         | MPC                           |
| 287289     | 2002 TJ194 | 3 out 2002  | Socorro           | LINEAR          | —         | MPC                           |
| 287290     | 2002 TT194 | 3 out 2002  | Socorro           | LINEAR          | —         | MPC                           |
| 287291     | 2002 TP196 | 4 out 2002  | Kitt Peak         | Spacewatch      | —         | MPC                           |
| 287292     | 2002 TB197 | 4 out 2002  | Socorro           | LINEAR          | Juno      | MPC                           |
| 287293     | 2002 TW197 | 4 out 2002  | Socorro           | LINEAR          | —         | MPC                           |
| 287294     | 2002 TH200 | 9 out 2002  | Bergisch Gladbach | W. Bickel       | —         | MPC                           |
| 287295     | 2002 TC204 | 4 out 2002  | Socorro           | LINEAR          | —         | MPC                           |
| 287296     | 2002 TE204 | 4 out 2002  | Socorro           | LINEAR          | —         | MPC                           |
| 287297     | 2002 TL204 | 4 out 2002  | Socorro           | LINEAR          | —         | MPC                           |
| 287298     | 2002 TH205 | 4 out 2002  | Socorro           | LINEAR          | —         | MPC                           |
| 287299     | 2002 TZ205 | 4 out 2002  | Socorro           | LINEAR          | —         | MPC                           |
| 287300     | 2002 TD208 | 4 out 2002  | Socorro           | LINEAR          | —         | MPC                           |

## 287301–287400
| Designação   | Designação | Descoberta  | Descoberta    | Descobridor(es)              | Categoria | Mais informações / Referência |
| Permanente   | Provisória | Data        | Local         | Descobridor(es)              | Categoria | Mais informações / Referência |
| ------------ | ---------- | ----------- | ------------- | ---------------------------- | --------- | ----------------------------- |
| 287301       | 2002 TK209 | 6 out 2002  | Socorro       | LINEAR                       | —         | MPC                           |
| 287302       | 2002 TX214 | 4 out 2002  | Socorro       | LINEAR                       | —         | MPC                           |
| 287303       | 2002 TM215 | 4 out 2002  | Socorro       | LINEAR                       | —         | MPC                           |
| 287304       | 2002 TL217 | 7 out 2002  | Socorro       | LINEAR                       | —         | MPC                           |
| 287305       | 2002 TF218 | 5 out 2002  | Socorro       | LINEAR                       | —         | MPC                           |
| 287306       | 2002 TF229 | 7 out 2002  | Haleakala     | NEAT                         | —         | MPC                           |
| 287307       | 2002 TT231 | 8 out 2002  | Palomar       | NEAT                         | —         | MPC                           |
| 287308       | 2002 TA233 | 6 out 2002  | Socorro       | LINEAR                       | —         | MPC                           |
| 287309       | 2002 TJ239 | 9 out 2002  | Socorro       | LINEAR                       | —         | MPC                           |
| 287310       | 2002 TJ244 | 10 out 2002 | Palomar       | NEAT                         | —         | MPC                           |
| 287311       | 2002 TM250 | 7 out 2002  | Socorro       | LINEAR                       | —         | MPC                           |
| 287312       | 2002 TU250 | 7 out 2002  | Socorro       | LINEAR                       | —         | MPC                           |
| 287313       | 2002 TB252 | 8 out 2002  | Anderson Mesa | LONEOS                       | —         | MPC                           |
| 287314       | 2002 TW253 | 9 out 2002  | Socorro       | LINEAR                       | —         | MPC                           |
| 287315       | 2002 TP257 | 9 out 2002  | Socorro       | LINEAR                       | —         | MPC                           |
| 287316       | 2002 TZ257 | 9 out 2002  | Socorro       | LINEAR                       | —         | MPC                           |
| 287317       | 2002 TM261 | 9 out 2002  | Socorro       | LINEAR                       | —         | MPC                           |
| 287318       | 2002 TZ262 | 10 out 2002 | Palomar       | NEAT                         | —         | MPC                           |
| 287319       | 2002 TL263 | 10 out 2002 | Socorro       | LINEAR                       | —         | MPC                           |
| 287320       | 2002 TN263 | 10 out 2002 | Socorro       | LINEAR                       | —         | MPC                           |
| 287321       | 2002 TZ267 | 9 out 2002  | Socorro       | LINEAR                       | —         | MPC                           |
| 287322       | 2002 TG268 | 9 out 2002  | Socorro       | LINEAR                       | —         | MPC                           |
| 287323       | 2002 TZ268 | 9 out 2002  | Socorro       | LINEAR                       | —         | MPC                           |
| 287324       | 2002 TC288 | 10 out 2002 | Socorro       | LINEAR                       | —         | MPC                           |
| 287325       | 2002 TJ297 | 11 out 2002 | Socorro       | LINEAR                       | Mitidika  | MPC                           |
| 287326       | 2002 TK298 | 12 out 2002 | Socorro       | LINEAR                       | —         | MPC                           |
| 287327       | 2002 TJ304 | 4 out 2002  | Apache Point  | SDSS                         | Brangane  | MPC                           |
| 287328       | 2002 TK306 | 4 out 2002  | Apache Point  | SDSS                         | —         | MPC                           |
| 287329       | 2002 TX308 | 4 out 2002  | Apache Point  | SDSS                         | —         | MPC                           |
| 287330       | 2002 TY312 | 4 out 2002  | Apache Point  | SDSS                         | Phocaea   | MPC                           |
| 287331       | 2002 TV314 | 4 out 2002  | Apache Point  | SDSS                         | —         | MPC                           |
| 287332       | 2002 TZ314 | 4 out 2002  | Apache Point  | SDSS                         | —         | MPC                           |
| 287333       | 2002 TG315 | 4 out 2002  | Apache Point  | SDSS                         | —         | MPC                           |
| 287334       | 2002 TF316 | 4 out 2002  | Apache Point  | SDSS                         | —         | MPC                           |
| 287335       | 2002 TV316 | 4 out 2002  | Apache Point  | SDSS                         | —         | MPC                           |
| 287336       | 2002 TP329 | 5 out 2002  | Apache Point  | SDSS                         | —         | MPC                           |
| 287337       | 2002 TM332 | 5 out 2002  | Apache Point  | SDSS                         | —         | MPC                           |
| 287338       | 2002 TN332 | 5 out 2002  | Apache Point  | SDSS                         | —         | MPC                           |
| 287339       | 2002 TU334 | 5 out 2002  | Apache Point  | SDSS                         | —         | MPC                           |
| 287340       | 2002 TU343 | 5 out 2002  | Apache Point  | SDSS                         | —         | MPC                           |
| 287341       | 2002 TU348 | 5 out 2002  | Apache Point  | SDSS                         | —         | MPC                           |
| 287342       | 2002 TN350 | 10 out 2002 | Apache Point  | SDSS                         | —         | MPC                           |
| 287343       | 2002 TK353 | 10 out 2002 | Apache Point  | SDSS                         | —         | MPC                           |
| 287344       | 2002 TE354 | 10 out 2002 | Apache Point  | SDSS                         | —         | MPC                           |
| 287345       | 2002 TN363 | 10 out 2002 | Apache Point  | SDSS                         | —         | MPC                           |
| 287346       | 2002 TX371 | 10 out 2002 | Apache Point  | SDSS                         | —         | MPC                           |
| 287347 Mézes | 2002 TM382 | 9 out 2002  | Palomar       | NEAT                         | —         | MPC                           |
| 287348       | 2002 TE384 | 15 out 2002 | Palomar       | NEAT                         | —         | MPC                           |
| 287349       | 2002 TP384 | 13 out 2002 | Kitt Peak     | Spacewatch                   | —         | MPC                           |
| 287350       | 2002 TA387 | 24 set 1960 | Palomar       | PLS                          | —         | MPC                           |
| 287351       | 2002 US1   | 28 out 2002 | Nogales       | C. W. Juels, P. R. Holvorcem | —         | MPC                           |
| 287352       | 2002 UG3   | 28 out 2002 | Palomar       | NEAT                         | —         | MPC                           |
| 287353       | 2002 UL7   | 28 out 2002 | Palomar       | NEAT                         | —         | MPC                           |
| 287354       | 2002 UT10  | 29 out 2002 | Kitt Peak     | Spacewatch                   | —         | MPC                           |
| 287355       | 2002 UU12  | 28 out 2002 | Palomar       | NEAT                         | —         | MPC                           |
| 287356       | 2002 UB13  | 28 out 2002 | Haleakala     | NEAT                         | —         | MPC                           |
| 287357       | 2002 UR18  | 30 out 2002 | Palomar       | NEAT                         | —         | MPC                           |
| 287358       | 2002 UA27  | 31 out 2002 | Anderson Mesa | LONEOS                       | —         | MPC                           |
| 287359       | 2002 UB29  | 31 out 2002 | Socorro       | LINEAR                       | —         | MPC                           |
| 287360       | 2002 UO41  | 31 out 2002 | Palomar       | NEAT                         | —         | MPC                           |
| 287361       | 2002 UY48  | 31 out 2002 | Socorro       | LINEAR                       | —         | MPC                           |
| 287362       | 2002 UY51  | 29 out 2002 | Apache Point  | SDSS                         | —         | MPC                           |
| 287363       | 2002 UF53  | 29 out 2002 | Apache Point  | SDSS                         | —         | MPC                           |
| 287364       | 2002 UY57  | 29 out 2002 | Apache Point  | SDSS                         | —         | MPC                           |
| 287365       | 2002 UA62  | 30 out 2002 | Apache Point  | SDSS                         | —         | MPC                           |
| 287366       | 2002 UX63  | 30 out 2002 | Apache Point  | SDSS                         | —         | MPC                           |
| 287367       | 2002 UP65  | 30 out 2002 | Apache Point  | SDSS                         | —         | MPC                           |
| 287368       | 2002 UB66  | 30 out 2002 | Apache Point  | SDSS                         | —         | MPC                           |
| 287369       | 2002 UN72  | 16 out 2002 | Palomar       | NEAT                         | —         | MPC                           |
| 287370       | 2002 UQ72  | 16 out 2002 | Palomar       | NEAT                         | —         | MPC                           |
| 287371       | 2002 UC73  | 16 out 2002 | Palomar       | NEAT                         | —         | MPC                           |
| 287372       | 2002 UE77  | 18 out 2002 | Palomar       | NEAT                         | —         | MPC                           |
| 287373       | 2002 UG77  | 18 out 2002 | Palomar       | NEAT                         | —         | MPC                           |
| 287374       | 2002 VR    | 2 nov 2002  | Wrightwood    | J. W. Young                  | —         | MPC                           |
| 287375       | 2002 VL4   | 4 nov 2002  | Palomar       | NEAT                         | —         | MPC                           |
| 287376       | 2002 VD6   | 4 nov 2002  | Haleakala     | NEAT                         | —         | MPC                           |
| 287377       | 2002 VW12  | 4 nov 2002  | Palomar       | NEAT                         | —         | MPC                           |
| 287378       | 2002 VQ13  | 4 nov 2002  | Kitt Peak     | Spacewatch                   | Juno      | MPC                           |
| 287379       | 2002 VS13  | 5 nov 2002  | Socorro       | LINEAR                       | —         | MPC                           |
| 287380       | 2002 VT14  | 4 nov 2002  | Palomar       | NEAT                         | —         | MPC                           |
| 287381       | 2002 VG16  | 4 nov 2002  | Kitt Peak     | Spacewatch                   | —         | MPC                           |
| 287382       | 2002 VJ16  | 5 nov 2002  | Socorro       | LINEAR                       | —         | MPC                           |
| 287383       | 2002 VW20  | 5 nov 2002  | Socorro       | LINEAR                       | —         | MPC                           |
| 287384       | 2002 VE21  | 5 nov 2002  | Socorro       | LINEAR                       | —         | MPC                           |
| 287385       | 2002 VW21  | 5 nov 2002  | Socorro       | LINEAR                       | —         | MPC                           |
| 287386       | 2002 VK35  | 5 nov 2002  | Kitt Peak     | Spacewatch                   | —         | MPC                           |
| 287387       | 2002 VS40  | 1 nov 2002  | Palomar       | NEAT                         | —         | MPC                           |
| 287388       | 2002 VY43  | 4 nov 2002  | Palomar       | NEAT                         | —         | MPC                           |
| 287389       | 2002 VX53  | 6 nov 2002  | Socorro       | LINEAR                       | —         | MPC                           |
| 287390       | 2002 VV62  | 6 nov 2002  | Socorro       | LINEAR                       | —         | MPC                           |
| 287391       | 2002 VT64  | 7 nov 2002  | Anderson Mesa | LONEOS                       | —         | MPC                           |
| 287392       | 2002 VU70  | 7 nov 2002  | Socorro       | LINEAR                       | —         | MPC                           |
| 287393       | 2002 VE72  | 7 nov 2002  | Socorro       | LINEAR                       | —         | MPC                           |
| 287394       | 2002 VH73  | 7 nov 2002  | Socorro       | LINEAR                       | —         | MPC                           |
| 287395       | 2002 VA77  | 7 nov 2002  | Socorro       | LINEAR                       | —         | MPC                           |
| 287396       | 2002 VU85  | 8 nov 2002  | Socorro       | LINEAR                       | —         | MPC                           |
| 287397       | 2002 VA91  | 11 nov 2002 | Kitt Peak     | Spacewatch                   | —         | MPC                           |
| 287398       | 2002 VO92  | 11 nov 2002 | Socorro       | LINEAR                       | —         | MPC                           |
| 287399       | 2002 VM93  | 11 nov 2002 | Essen         | Walter Hohmann Obs.          | —         | MPC                           |
| 287400       | 2002 VG95  | 14 nov 2002 | Socorro       | LINEAR                       | —         | MPC                           |

## 287401–287500
| Designação | Designação | Descoberta  | Descoberta       | Descobridor(es)        | Categoria | Mais informações / Referência |
| Permanente | Provisória | Data        | Local            | Descobridor(es)        | Categoria | Mais informações / Referência |
| ---------- | ---------- | ----------- | ---------------- | ---------------------- | --------- | ----------------------------- |
| 287401     | 2002 VA98  | 12 nov 2002 | Socorro          | LINEAR                 | —         | MPC                           |
| 287402     | 2002 VS103 | 12 nov 2002 | Socorro          | LINEAR                 | —         | MPC                           |
| 287403     | 2002 VN106 | 12 nov 2002 | Socorro          | LINEAR                 | —         | MPC                           |
| 287404     | 2002 VB110 | 12 nov 2002 | Socorro          | LINEAR                 | —         | MPC                           |
| 287405     | 2002 VX110 | 13 nov 2002 | Palomar          | NEAT                   | —         | MPC                           |
| 287406     | 2002 VT113 | 13 nov 2002 | Palomar          | NEAT                   | —         | MPC                           |
| 287407     | 2002 VM115 | 11 nov 2002 | Anderson Mesa    | LONEOS                 | —         | MPC                           |
| 287408     | 2002 VU116 | 13 nov 2002 | Palomar          | NEAT                   | —         | MPC                           |
| 287409     | 2002 VE117 | 13 nov 2002 | Palomar          | NEAT                   | —         | MPC                           |
| 287410     | 2002 VA122 | 13 nov 2002 | Palomar          | NEAT                   | —         | MPC                           |
| 287411     | 2002 VE128 | 6 nov 2002  | Haleakala        | NEAT                   | —         | MPC                           |
| 287412     | 2002 VY132 | 1 nov 2002  | Socorro          | LINEAR                 | —         | MPC                           |
| 287413     | 2002 VG144 | 12 nov 2002 | Palomar          | NEAT                   | —         | MPC                           |
| 287414     | 2002 VW145 | 15 nov 2002 | Palomar          | NEAT                   | —         | MPC                           |
| 287415     | 2002 VB146 | 14 nov 2002 | Palomar          | NEAT                   | —         | MPC                           |
| 287416     | 2002 WG2   | 23 nov 2002 | Palomar          | NEAT                   | —         | MPC                           |
| 287417     | 2002 WX2   | 24 nov 2002 | Wrightwood       | J. W. Young            | —         | MPC                           |
| 287418     | 2002 WV9   | 24 nov 2002 | Palomar          | NEAT                   | —         | MPC                           |
| 287419     | 2002 WF13  | 30 nov 2002 | Socorro          | LINEAR                 | Juno      | MPC                           |
| 287420     | 2002 WE20  | 25 nov 2002 | Palomar          | S. F. Hönig            | —         | MPC                           |
| 287421     | 2002 WN21  | 24 nov 2002 | Palomar          | NEAT                   | —         | MPC                           |
| 287422     | 2002 WS21  | 24 nov 2002 | Palomar          | NEAT                   | Brangane  | MPC                           |
| 287423     | 2002 WZ21  | 16 nov 2002 | Palomar          | NEAT                   | —         | MPC                           |
| 287424     | 2002 WH22  | 24 nov 2002 | Palomar          | NEAT                   | —         | MPC                           |
| 287425     | 2002 WJ22  | 24 nov 2002 | Palomar          | NEAT                   | —         | MPC                           |
| 287426     | 2002 WM23  | 24 nov 2002 | Palomar          | NEAT                   | —         | MPC                           |
| 287427     | 2002 WP23  | 24 nov 2002 | Palomar          | NEAT                   | —         | MPC                           |
| 287428     | 2002 WH24  | 16 nov 2002 | Palomar          | NEAT                   | —         | MPC                           |
| 287429     | 2002 WL25  | 22 nov 2002 | Palomar          | NEAT                   | —         | MPC                           |
| 287430     | 2002 WP27  | 23 nov 2002 | Palomar          | NEAT                   | —         | MPC                           |
| 287431     | 2002 WH28  | 16 nov 2002 | Palomar          | NEAT                   | —         | MPC                           |
| 287432     | 2002 WP28  | 24 nov 2002 | Palomar          | NEAT                   | —         | MPC                           |
| 287433     | 2002 WQ28  | 23 nov 2002 | Palomar          | NEAT                   | —         | MPC                           |
| 287434     | 2002 WZ28  | 22 nov 2002 | Palomar          | NEAT                   | —         | MPC                           |
| 287435     | 2002 XM3   | 1 dez 2002  | Socorro          | LINEAR                 | —         | MPC                           |
| 287436     | 2002 XP3   | 2 dez 2002  | Emerald Lane     | L. Ball                | —         | MPC                           |
| 287437     | 2002 XA6   | 1 dez 2002  | Socorro          | LINEAR                 | —         | MPC                           |
| 287438     | 2002 XK11  | 3 dez 2002  | Palomar          | NEAT                   | —         | MPC                           |
| 287439     | 2002 XL23  | 5 dez 2002  | Socorro          | LINEAR                 | —         | MPC                           |
| 287440     | 2002 XY24  | 5 dez 2002  | Socorro          | LINEAR                 | —         | MPC                           |
| 287441     | 2002 XW33  | 5 dez 2002  | Socorro          | LINEAR                 | —         | MPC                           |
| 287442     | 2002 XU36  | 6 dez 2002  | Socorro          | LINEAR                 | —         | MPC                           |
| 287443     | 2002 XP38  | 7 dez 2002  | Socorro          | LINEAR                 | —         | MPC                           |
| 287444     | 2002 XM48  | 10 dez 2002 | Socorro          | LINEAR                 | —         | MPC                           |
| 287445     | 2002 XU57  | 11 dez 2002 | Palomar          | NEAT                   | —         | MPC                           |
| 287446     | 2002 XD64  | 11 dez 2002 | Socorro          | LINEAR                 | —         | MPC                           |
| 287447     | 2002 XO64  | 11 dez 2002 | Socorro          | LINEAR                 | —         | MPC                           |
| 287448     | 2002 XX72  | 11 dez 2002 | Socorro          | LINEAR                 | —         | MPC                           |
| 287449     | 2002 XR82  | 12 dez 2002 | Palomar          | NEAT                   | —         | MPC                           |
| 287450     | 2002 XW95  | 5 dez 2002  | Socorro          | LINEAR                 | —         | MPC                           |
| 287451     | 2002 XU115 | 7 dez 2002  | Apache Point     | SDSS                   | Eos       | MPC                           |
| 287452     | 2002 XL119 | 10 dez 2002 | Palomar          | NEAT                   | —         | MPC                           |
| 287453     | 2002 XU119 | 10 dez 2002 | Palomar          | NEAT                   | —         | MPC                           |
| 287454     | 2002 YX7   | 30 dez 2002 | Bohyunsan        | Y.-B. Jeon, B.-C. Lee  | —         | MPC                           |
| 287455     | 2002 YM13  | 31 dez 2002 | Socorro          | LINEAR                 | —         | MPC                           |
| 287456     | 2002 YC15  | 31 dez 2002 | Kitt Peak        | Spacewatch             | —         | MPC                           |
| 287457     | 2002 YH21  | 31 dez 2002 | Socorro          | LINEAR                 | —         | MPC                           |
| 287458     | 2002 YG23  | 31 dez 2002 | Socorro          | LINEAR                 | —         | MPC                           |
| 287459     | 2002 YP24  | 31 dez 2002 | Socorro          | LINEAR                 | —         | MPC                           |
| 287460     | 2002 YW32  | 27 dez 2002 | Palomar          | NEAT                   | —         | MPC                           |
| 287461     | 2002 YD33  | 30 dez 2002 | Socorro          | LINEAR                 | —         | MPC                           |
| 287462     | 2003 AX6   | 2 jan 2003  | Socorro          | LINEAR                 | —         | MPC                           |
| 287463     | 2003 AD19  | 4 jan 2003  | Socorro          | LINEAR                 | —         | MPC                           |
| 287464     | 2003 AZ20  | 5 jan 2003  | Socorro          | LINEAR                 | —         | MPC                           |
| 287465     | 2003 AX24  | 4 jan 2003  | Socorro          | LINEAR                 | —         | MPC                           |
| 287466     | 2003 AE30  | 4 jan 2003  | Socorro          | LINEAR                 | —         | MPC                           |
| 287467     | 2003 AL35  | 7 jan 2003  | Socorro          | LINEAR                 | —         | MPC                           |
| 287468     | 2003 AZ36  | 7 jan 2003  | Socorro          | LINEAR                 | —         | MPC                           |
| 287469     | 2003 AC37  | 7 jan 2003  | Socorro          | LINEAR                 | —         | MPC                           |
| 287470     | 2003 AE42  | 7 jan 2003  | Socorro          | LINEAR                 | —         | MPC                           |
| 287471     | 2003 AK46  | 5 jan 2003  | Socorro          | LINEAR                 | —         | MPC                           |
| 287472     | 2003 AJ53  | 5 jan 2003  | Socorro          | LINEAR                 | —         | MPC                           |
| 287473     | 2003 AO62  | 8 jan 2003  | Socorro          | LINEAR                 | —         | MPC                           |
| 287474     | 2003 AQ62  | 8 jan 2003  | Socorro          | LINEAR                 | —         | MPC                           |
| 287475     | 2003 AY66  | 7 jan 2003  | Socorro          | LINEAR                 | —         | MPC                           |
| 287476     | 2003 AT71  | 10 jan 2003 | Socorro          | LINEAR                 | Juno      | MPC                           |
| 287477     | 2003 AG73  | 11 jan 2003 | Kitt Peak        | Spacewatch             | —         | MPC                           |
| 287478     | 2003 AR78  | 10 jan 2003 | Kitt Peak        | Spacewatch             | —         | MPC                           |
| 287479     | 2003 AS80  | 11 jan 2003 | Socorro          | LINEAR                 | —         | MPC                           |
| 287480     | 2003 AJ84  | 11 jan 2003 | Goodricke-Pigott | R. A. Tucker           | —         | MPC                           |
| 287481     | 2003 AW85  | 7 jan 2003  | Socorro          | LINEAR                 | —         | MPC                           |
| 287482     | 2003 AU94  | 11 jan 2003 | Kitt Peak        | Spacewatch             | —         | MPC                           |
| 287483     | 2003 BS5   | 24 jan 2003 | La Silla         | A. Boattini, H. Scholl | —         | MPC                           |
| 287484     | 2003 BF9   | 26 jan 2003 | Anderson Mesa    | LONEOS                 | —         | MPC                           |
| 287485     | 2003 BG9   | 26 jan 2003 | Anderson Mesa    | LONEOS                 | —         | MPC                           |
| 287486     | 2003 BG12  | 26 jan 2003 | Anderson Mesa    | LONEOS                 | —         | MPC                           |
| 287487     | 2003 BZ14  | 26 jan 2003 | Haleakala        | NEAT                   | —         | MPC                           |
| 287488     | 2003 BA17  | 26 jan 2003 | Haleakala        | NEAT                   | —         | MPC                           |
| 287489     | 2003 BR17  | 27 jan 2003 | Socorro          | LINEAR                 | —         | MPC                           |
| 287490     | 2003 BJ19  | 26 jan 2003 | Anderson Mesa    | LONEOS                 | —         | MPC                           |
| 287491     | 2003 BK19  | 26 jan 2003 | Anderson Mesa    | LONEOS                 | —         | MPC                           |
| 287492     | 2003 BX24  | 25 jan 2003 | Palomar          | NEAT                   | —         | MPC                           |
| 287493     | 2003 BB28  | 26 jan 2003 | Haleakala        | NEAT                   | —         | MPC                           |
| 287494     | 2003 BJ28  | 26 jan 2003 | Haleakala        | NEAT                   | —         | MPC                           |
| 287495     | 2003 BV30  | 27 jan 2003 | Socorro          | LINEAR                 | —         | MPC                           |
| 287496     | 2003 BS31  | 27 jan 2003 | Socorro          | LINEAR                 | —         | MPC                           |
| 287497     | 2003 BV32  | 27 jan 2003 | Palomar          | NEAT                   | —         | MPC                           |
| 287498     | 2003 BW32  | 27 jan 2003 | Palomar          | NEAT                   | —         | MPC                           |
| 287499     | 2003 BJ38  | 27 jan 2003 | Anderson Mesa    | LONEOS                 | —         | MPC                           |
| 287500     | 2003 BO38  | 27 jan 2003 | Anderson Mesa    | LONEOS                 | —         | MPC                           |

## 287501–287600
| Designação | Designação | Descoberta  | Descoberta       | Descobridor(es) | Categoria | Mais informações / Referência |
| Permanente | Provisória | Data        | Local            | Descobridor(es) | Categoria | Mais informações / Referência |
| ---------- | ---------- | ----------- | ---------------- | --------------- | --------- | ----------------------------- |
| 287501     | 2003 BS38  | 27 jan 2003 | Socorro          | LINEAR          | —         | MPC                           |
| 287502     | 2003 BQ43  | 27 jan 2003 | Socorro          | LINEAR          | —         | MPC                           |
| 287503     | 2003 BB45  | 27 jan 2003 | Kitt Peak        | Spacewatch      | —         | MPC                           |
| 287504     | 2003 BD48  | 27 jan 2003 | Anderson Mesa    | LONEOS          | —         | MPC                           |
| 287505     | 2003 BO55  | 27 jan 2003 | Palomar          | NEAT            | —         | MPC                           |
| 287506     | 2003 BS56  | 27 jan 2003 | Anderson Mesa    | LONEOS          | —         | MPC                           |
| 287507     | 2003 BQ58  | 27 jan 2003 | Socorro          | LINEAR          | —         | MPC                           |
| 287508     | 2003 BF62  | 28 jan 2003 | Palomar          | NEAT            | —         | MPC                           |
| 287509     | 2003 BL63  | 28 jan 2003 | Kitt Peak        | Spacewatch      | —         | MPC                           |
| 287510     | 2003 BM63  | 28 jan 2003 | Socorro          | LINEAR          | —         | MPC                           |
| 287511     | 2003 BP65  | 30 jan 2003 | Anderson Mesa    | LONEOS          | —         | MPC                           |
| 287512     | 2003 BV69  | 30 jan 2003 | Palomar          | NEAT            | —         | MPC                           |
| 287513     | 2003 BA73  | 28 jan 2003 | Palomar          | NEAT            | —         | MPC                           |
| 287514     | 2003 BD73  | 28 jan 2003 | Haleakala        | NEAT            | —         | MPC                           |
| 287515     | 2003 BM75  | 29 jan 2003 | Palomar          | NEAT            | —         | MPC                           |
| 287516     | 2003 BY76  | 29 jan 2003 | Palomar          | NEAT            | —         | MPC                           |
| 287517     | 2003 BA78  | 30 jan 2003 | Haleakala        | NEAT            | —         | MPC                           |
| 287518     | 2003 BW83  | 31 jan 2003 | Anderson Mesa    | LONEOS          | —         | MPC                           |
| 287519     | 2003 BB93  | 25 jan 2003 | Palomar          | NEAT            | —         | MPC                           |
| 287520     | 2003 CU5   | 1 fev 2003  | Socorro          | LINEAR          | —         | MPC                           |
| 287521     | 2003 CU8   | 1 fev 2003  | Haleakala        | NEAT            | —         | MPC                           |
| 287522     | 2003 CS10  | 3 fev 2003  | Palomar          | NEAT            | Brangane  | MPC                           |
| 287523     | 2003 CX10  | 3 fev 2003  | Anderson Mesa    | LONEOS          | Juno      | MPC                           |
| 287524     | 2003 CT12  | 2 fev 2003  | Anderson Mesa    | LONEOS          | —         | MPC                           |
| 287525     | 2003 CP16  | 31 jan 2003 | Socorro          | LINEAR          | —         | MPC                           |
| 287526     | 2003 CH25  | 7 fev 2003  | Kitt Peak        | Spacewatch      | —         | MPC                           |
| 287527     | 2003 DV    | 21 fev 2003 | Palomar          | NEAT            | —         | MPC                           |
| 287528     | 2003 DD1   | 21 fev 2003 | Palomar          | NEAT            | —         | MPC                           |
| 287529     | 2003 DU1   | 21 fev 2003 | Palomar          | NEAT            | —         | MPC                           |
| 287530     | 2003 DH4   | 20 fev 2003 | Haleakala        | NEAT            | —         | MPC                           |
| 287531     | 2003 DZ6   | 23 fev 2003 | Campo Imperatore | CINEOS          | —         | MPC                           |
| 287532     | 2003 DF8   | 22 fev 2003 | Palomar          | NEAT            | Eos       | MPC                           |
| 287533     | 2003 DP8   | 22 fev 2003 | Palomar          | NEAT            | —         | MPC                           |
| 287534     | 2003 DY12  | 26 fev 2003 | Campo Imperatore | CINEOS          | Brangane  | MPC                           |
| 287535     | 2003 DM14  | 24 fev 2003 | Haleakala        | NEAT            | —         | MPC                           |
| 287536     | 2003 DX23  | 22 fev 2003 | Palomar          | NEAT            | —         | MPC                           |
| 287537     | 2003 EN2   | 5 mar 2003  | Socorro          | LINEAR          | Mitidika  | MPC                           |
| 287538     | 2003 ED8   | 6 mar 2003  | Anderson Mesa    | LONEOS          | —         | MPC                           |
| 287539     | 2003 ER11  | 6 mar 2003  | Socorro          | LINEAR          | —         | MPC                           |
| 287540     | 2003 EK18  | 6 mar 2003  | Anderson Mesa    | LONEOS          | —         | MPC                           |
| 287541     | 2003 EE20  | 6 mar 2003  | Anderson Mesa    | LONEOS          | —         | MPC                           |
| 287542     | 2003 EO20  | 6 mar 2003  | Anderson Mesa    | LONEOS          | —         | MPC                           |
| 287543     | 2003 EQ21  | 6 mar 2003  | Socorro          | LINEAR          | —         | MPC                           |
| 287544     | 2003 EV22  | 6 mar 2003  | Socorro          | LINEAR          | —         | MPC                           |
| 287545     | 2003 ED30  | 6 mar 2003  | Palomar          | NEAT            | —         | MPC                           |
| 287546     | 2003 ET33  | 7 mar 2003  | Anderson Mesa    | LONEOS          | —         | MPC                           |
| 287547     | 2003 EO42  | 9 mar 2003  | Socorro          | LINEAR          | —         | MPC                           |
| 287548     | 2003 EB45  | 7 mar 2003  | Socorro          | LINEAR          | —         | MPC                           |
| 287549     | 2003 EO45  | 7 mar 2003  | Socorro          | LINEAR          | —         | MPC                           |
| 287550     | 2003 EV45  | 7 mar 2003  | Socorro          | LINEAR          | —         | MPC                           |
| 287551     | 2003 EW49  | 10 mar 2003 | Palomar          | NEAT            | —         | MPC                           |
| 287552     | 2003 EL51  | 11 mar 2003 | Palomar          | NEAT            | —         | MPC                           |
| 287553     | 2003 EY53  | 9 mar 2003  | Socorro          | LINEAR          | —         | MPC                           |
| 287554     | 2003 EM62  | 9 mar 2003  | Socorro          | LINEAR          | —         | MPC                           |
| 287555     | 2003 FM    | 22 mar 2003 | Palomar          | NEAT            | —         | MPC                           |
| 287556     | 2003 FP3   | 24 mar 2003 | Palomar          | NEAT            | —         | MPC                           |
| 287557     | 2003 FG7   | 28 mar 2003 | Piszkéstető      | K. Sárneczky    | —         | MPC                           |
| 287558     | 2003 FN10  | 23 mar 2003 | Kitt Peak        | Spacewatch      | —         | MPC                           |
| 287559     | 2003 FT12  | 23 mar 2003 | Kitt Peak        | Spacewatch      | —         | MPC                           |
| 287560     | 2003 FZ16  | 24 mar 2003 | Kitt Peak        | Spacewatch      | Eos       | MPC                           |
| 287561     | 2003 FQ18  | 24 mar 2003 | Kitt Peak        | Spacewatch      | —         | MPC                           |
| 287562     | 2003 FV18  | 24 mar 2003 | Kitt Peak        | Spacewatch      | —         | MPC                           |
| 287563     | 2003 FS19  | 25 mar 2003 | Palomar          | NEAT            | —         | MPC                           |
| 287564     | 2003 FU21  | 25 mar 2003 | Kitt Peak        | Spacewatch      | —         | MPC                           |
| 287565     | 2003 FX21  | 25 mar 2003 | Kitt Peak        | Spacewatch      | —         | MPC                           |
| 287566     | 2003 FG22  | 25 mar 2003 | Catalina         | CSS             | —         | MPC                           |
| 287567     | 2003 FV23  | 23 mar 2003 | Kitt Peak        | Spacewatch      | —         | MPC                           |
| 287568     | 2003 FR24  | 24 mar 2003 | Kitt Peak        | Spacewatch      | Mitidika  | MPC                           |
| 287569     | 2003 FZ25  | 24 mar 2003 | Kitt Peak        | Spacewatch      | —         | MPC                           |
| 287570     | 2003 FU26  | 24 mar 2003 | Kitt Peak        | Spacewatch      | —         | MPC                           |
| 287571     | 2003 FM27  | 24 mar 2003 | Kitt Peak        | Spacewatch      | Brangane  | MPC                           |
| 287572     | 2003 FX27  | 24 mar 2003 | Kitt Peak        | Spacewatch      | —         | MPC                           |
| 287573     | 2003 FM31  | 23 mar 2003 | Kitt Peak        | Spacewatch      | —         | MPC                           |
| 287574     | 2003 FU32  | 23 mar 2003 | Kitt Peak        | Spacewatch      | Vesta     | MPC                           |
| 287575     | 2003 FO35  | 23 mar 2003 | Kitt Peak        | Spacewatch      | —         | MPC                           |
| 287576     | 2003 FE38  | 23 mar 2003 | Kitt Peak        | Spacewatch      | —         | MPC                           |
| 287577     | 2002 TM382 | 31 mar 2003 | Wrightwood       | J. W. Young     | Vesta     | MPC                           |
| 287578     | 2003 FX44  | 24 mar 2003 | Kitt Peak        | Spacewatch      | —         | MPC                           |
| 287579     | 2003 FX58  | 26 mar 2003 | Palomar          | NEAT            | Phocaea   | MPC                           |
| 287580     | 2003 FQ64  | 26 mar 2003 | Palomar          | NEAT            | —         | MPC                           |
| 287581     | 2003 FO65  | 26 mar 2003 | Palomar          | NEAT            | —         | MPC                           |
| 287582     | 2003 FQ69  | 26 mar 2003 | Palomar          | NEAT            | —         | MPC                           |
| 287583     | 2003 FQ88  | 28 mar 2003 | Kitt Peak        | Spacewatch      | —         | MPC                           |
| 287584     | 2003 FJ89  | 29 mar 2003 | Anderson Mesa    | LONEOS          | —         | MPC                           |
| 287585     | 2003 FQ91  | 29 mar 2003 | Anderson Mesa    | LONEOS          | —         | MPC                           |
| 287586     | 2003 FQ92  | 29 mar 2003 | Anderson Mesa    | LONEOS          | —         | MPC                           |
| 287587     | 2003 FC102 | 31 mar 2003 | Socorro          | LINEAR          | —         | MPC                           |
| 287588     | 2003 FX105 | 26 mar 2003 | Palomar          | NEAT            | —         | MPC                           |
| 287589     | 2003 FN106 | 26 mar 2003 | Palomar          | NEAT            | —         | MPC                           |
| 287590     | 2003 FK108 | 30 mar 2003 | Socorro          | LINEAR          | —         | MPC                           |
| 287591     | 2003 FS108 | 31 mar 2003 | Anderson Mesa    | LONEOS          | —         | MPC                           |
| 287592     | 2003 FC117 | 24 mar 2003 | Kitt Peak        | Spacewatch      | —         | MPC                           |
| 287593     | 2003 FD119 | 26 mar 2003 | Anderson Mesa    | LONEOS          | —         | MPC                           |
| 287594     | 2003 FK122 | 31 mar 2003 | Cerro Tololo     | DLS             | Eos       | MPC                           |
| 287595     | 2003 FG123 | 26 mar 2003 | Anderson Mesa    | LONEOS          | —         | MPC                           |
| 287596     | 2003 FR123 | 27 mar 2003 | Kitt Peak        | Spacewatch      | —         | MPC                           |
| 287597     | 2003 FJ126 | 31 mar 2003 | Kitt Peak        | Spacewatch      | —         | MPC                           |
| 287598     | 2003 FY131 | 24 mar 2003 | Haleakala        | NEAT            | —         | MPC                           |
| 287599     | 2003 FM132 | 24 mar 2003 | Kitt Peak        | Spacewatch      | —         | MPC                           |
| 287600     | 2003 FH133 | 26 mar 2003 | Kitt Peak        | Spacewatch      | Vesta     | MPC                           |

## 287601–287700
| Designação           | Designação | Descoberta  | Descoberta       | Descobridor(es)              | Categoria | Mais informações / Referência |
| Permanente           | Provisória | Data        | Local            | Descobridor(es)              | Categoria | Mais informações / Referência |
| -------------------- | ---------- | ----------- | ---------------- | ---------------------------- | --------- | ----------------------------- |
| 287601               | 2003 GN    | 1 abr 2003  | Socorro          | LINEAR                       | Juno      | MPC                           |
| 287602               | 2003 GS5   | 1 abr 2003  | Socorro          | LINEAR                       | —         | MPC                           |
| 287603               | 2003 GO15  | 3 abr 2003  | Anderson Mesa    | LONEOS                       | —         | MPC                           |
| 287604               | 2003 GQ24  | 7 abr 2003  | Kitt Peak        | Spacewatch                   | —         | MPC                           |
| 287605               | 2003 GH29  | 7 abr 2003  | Socorro          | LINEAR                       | —         | MPC                           |
| 287606               | 2003 GD36  | 5 abr 2003  | Anderson Mesa    | LONEOS                       | Phocaea   | MPC                           |
| 287607               | 2003 GZ37  | 8 abr 2003  | Kitt Peak        | Spacewatch                   | —         | MPC                           |
| 287608               | 2003 GW39  | 8 abr 2003  | Kitt Peak        | Spacewatch                   | —         | MPC                           |
| 287609               | 2003 GU40  | 9 abr 2003  | Palomar          | NEAT                         | —         | MPC                           |
| 287610               | 2003 GF47  | 7 abr 2003  | Kitt Peak        | Spacewatch                   | —         | MPC                           |
| 287611               | 2003 GL48  | 9 abr 2003  | Palomar          | NEAT                         | Brangane  | MPC                           |
| 287612               | 2003 GD54  | 3 abr 2003  | Anderson Mesa    | LONEOS                       | —         | MPC                           |
| 287613               | 2003 GL54  | 1 abr 2003  | Anderson Mesa    | LONEOS                       | —         | MPC                           |
| 287614               | 2003 GV56  | 5 abr 2003  | Kitt Peak        | Spacewatch                   | —         | MPC                           |
| 287615               | 2003 HK    | 21 abr 2003 | Catalina         | CSS                          | —         | MPC                           |
| 287616               | 2003 HG4   | 24 abr 2003 | Anderson Mesa    | LONEOS                       | —         | MPC                           |
| 287617               | 2003 HY7   | 24 abr 2003 | Anderson Mesa    | LONEOS                       | —         | MPC                           |
| 287618               | 2003 HU12  | 24 abr 2003 | Kitt Peak        | Spacewatch                   | —         | MPC                           |
| 287619               | 2003 HD13  | 24 abr 2003 | Kitt Peak        | Spacewatch                   | —         | MPC                           |
| 287620               | 2003 HW13  | 25 abr 2003 | Campo Imperatore | CINEOS                       | —         | MPC                           |
| 287621               | 2003 HE14  | 26 abr 2003 | Kitt Peak        | Spacewatch                   | —         | MPC                           |
| 287622               | 2003 HO16  | 28 abr 2003 | Emerald Lane     | L. Ball                      | —         | MPC                           |
| 287623               | 2003 HW16  | 24 abr 2003 | Anderson Mesa    | LONEOS                       | —         | MPC                           |
| 287624               | 2003 HA17  | 24 abr 2003 | Anderson Mesa    | LONEOS                       | —         | MPC                           |
| 287625               | 2003 HC22  | 27 abr 2003 | Anderson Mesa    | LONEOS                       | —         | MPC                           |
| 287626               | 2003 HT29  | 28 abr 2003 | Anderson Mesa    | LONEOS                       | —         | MPC                           |
| 287627               | 2003 HL33  | 26 abr 2003 | Kitt Peak        | Spacewatch                   | —         | MPC                           |
| 287628               | 2003 HV33  | 28 abr 2003 | Kitt Peak        | Spacewatch                   | —         | MPC                           |
| 287629               | 2003 HO34  | 29 abr 2003 | Kitt Peak        | Spacewatch                   | —         | MPC                           |
| 287630               | 2003 HP34  | 29 abr 2003 | Kitt Peak        | Spacewatch                   | —         | MPC                           |
| 287631               | 2003 HY34  | 26 abr 2003 | Kitt Peak        | Spacewatch                   | —         | MPC                           |
| 287632               | 2003 HM35  | 26 abr 2003 | Kitt Peak        | Spacewatch                   | Eos       | MPC                           |
| 287633               | 2003 HN35  | 26 abr 2003 | Kitt Peak        | Spacewatch                   | —         | MPC                           |
| 287634               | 2003 HH43  | 29 abr 2003 | Anderson Mesa    | LONEOS                       | —         | MPC                           |
| 287635               | 2003 HJ45  | 29 abr 2003 | Socorro          | LINEAR                       | —         | MPC                           |
| 287636               | 2003 HW54  | 24 abr 2003 | Campo Imperatore | CINEOS                       | —         | MPC                           |
| 287637               | 2003 HZ54  | 25 abr 2003 | Kitt Peak        | Spacewatch                   | Mitidika  | MPC                           |
| 287638               | 2003 HP58  | 25 abr 2003 | Kitt Peak        | Spacewatch                   | —         | MPC                           |
| 287639               | 2003 JZ1   | 1 mai 2003  | Kitt Peak        | Spacewatch                   | —         | MPC                           |
| 287640               | 2003 JP2   | 1 mai 2003  | Kitt Peak        | Spacewatch                   | —         | MPC                           |
| 287641               | 2003 JA4   | 3 mai 2003  | Kleť             | Kleť Obs.                    | —         | MPC                           |
| 287642               | 2003 JV5   | 1 mai 2003  | Kitt Peak        | Spacewatch                   | —         | MPC                           |
| 287643               | 2003 JP16  | 9 mai 2003  | Haleakala        | NEAT                         | —         | MPC                           |
| 287644               | 2003 JD18  | 2 mai 2003  | Socorro          | LINEAR                       | —         | MPC                           |
| 287645               | 2003 KW6   | 25 mai 2003 | Kitt Peak        | Spacewatch                   | —         | MPC                           |
| 287646               | 2003 KD7   | 23 mai 2003 | Kitt Peak        | Spacewatch                   | —         | MPC                           |
| 287647               | 2003 KR7   | 25 mai 2003 | Kitt Peak        | Spacewatch                   | —         | MPC                           |
| 287648               | 2003 KC10  | 22 mai 2003 | Kitt Peak        | Spacewatch                   | —         | MPC                           |
| 287649               | 2003 KF15  | 25 mai 2003 | Kitt Peak        | Spacewatch                   | —         | MPC                           |
| 287650               | 2003 KM16  | 26 mai 2003 | Haleakala        | NEAT                         | —         | MPC                           |
| 287651               | 2003 KV17  | 27 mai 2003 | Haleakala        | NEAT                         | —         | MPC                           |
| 287652               | 2003 KV19  | 30 mai 2003 | Socorro          | LINEAR                       | —         | MPC                           |
| 287653               | 2003 KZ29  | 25 mai 2003 | Nogales          | Tenagra II Obs.              | —         | MPC                           |
| 287654               | 2003 LK9   | 2 jun 2003  | Nogales          | Tenagra II Obs.              | —         | MPC                           |
| 287655               | 2003 MW2   | 25 jun 2003 | Nogales          | M. Schwartz, P. R. Holvorcem | —         | MPC                           |
| 287656               | 2003 MF4   | 23 jun 2003 | Nogales          | M. Schwartz, P. R. Holvorcem | —         | MPC                           |
| 287657               | 2003 ME5   | 26 jun 2003 | Socorro          | LINEAR                       | —         | MPC                           |
| 287658               | 2003 MJ8   | 28 jun 2003 | Socorro          | LINEAR                       | —         | MPC                           |
| 287659               | 2003 MV9   | 28 jun 2003 | Reedy Creek      | J. Broughton                 | —         | MPC                           |
| 287660               | 2003 ND1   | 2 jul 2003  | Haleakala        | NEAT                         | —         | MPC                           |
| 287661               | 2003 NZ4   | 4 jul 2003  | Reedy Creek      | J. Broughton                 | —         | MPC                           |
| 287662               | 2003 NW6   | 7 jul 2003  | Reedy Creek      | J. Broughton                 | —         | MPC                           |
| 287663               | 2003 NY11  | 3 jul 2003  | Kitt Peak        | Spacewatch                   | —         | MPC                           |
| 287664               | 2003 NS12  | 3 jul 2003  | Kitt Peak        | Spacewatch                   | Phocaea   | MPC                           |
| 287665               | 2003 OD2   | 22 jul 2003 | Haleakala        | NEAT                         | —         | MPC                           |
| 287666               | 2003 OS4   | 22 jul 2003 | Haleakala        | NEAT                         | —         | MPC                           |
| 287667               | 2003 OH8   | 26 jul 2003 | Reedy Creek      | J. Broughton                 | —         | MPC                           |
| 287668               | 2003 OQ8   | 26 jul 2003 | Reedy Creek      | J. Broughton                 | —         | MPC                           |
| 287669               | 2003 OM12  | 23 jul 2003 | Palomar          | NEAT                         | —         | MPC                           |
| 287670               | 2003 OT20  | 31 jul 2003 | Reedy Creek      | J. Broughton                 | —         | MPC                           |
| 287671               | 2003 OE23  | 30 jul 2003 | Campo Imperatore | CINEOS                       | —         | MPC                           |
| 287672               | 2003 OH27  | 24 jul 2003 | Palomar          | NEAT                         | Mitidika  | MPC                           |
| 287673               | 2003 PU1   | 1 ago 2003  | Haleakala        | NEAT                         | —         | MPC                           |
| 287674               | 2003 PR6   | 1 ago 2003  | Socorro          | LINEAR                       | —         | MPC                           |
| 287675               | 2003 QE1   | 19 ago 2003 | Campo Imperatore | CINEOS                       | —         | MPC                           |
| 287676               | 2003 QP1   | 19 ago 2003 | Campo Imperatore | CINEOS                       | Brangane  | MPC                           |
| 287677               | 2003 QB4   | 18 ago 2003 | Haleakala        | NEAT                         | —         | MPC                           |
| 287678               | 2003 QY4   | 20 ago 2003 | Campo Imperatore | CINEOS                       | —         | MPC                           |
| 287679               | 2003 QV6   | 20 ago 2003 | Campo Imperatore | CINEOS                       | —         | MPC                           |
| 287680               | 2003 QG14  | 20 ago 2003 | Palomar          | NEAT                         | —         | MPC                           |
| 287681               | 2003 QO14  | 20 ago 2003 | Palomar          | NEAT                         | —         | MPC                           |
| 287682               | 2003 QX14  | 20 ago 2003 | Palomar          | NEAT                         | —         | MPC                           |
| 287683               | 2003 QA17  | 21 ago 2003 | Campo Imperatore | CINEOS                       | —         | MPC                           |
| 287684               | 2003 QQ17  | 22 ago 2003 | Palomar          | NEAT                         | —         | MPC                           |
| 287685               | 2003 QA18  | 22 ago 2003 | Palomar          | NEAT                         | —         | MPC                           |
| 287686               | 2003 QK18  | 22 ago 2003 | Socorro          | LINEAR                       | —         | MPC                           |
| 287687               | 2003 QS19  | 22 ago 2003 | Palomar          | NEAT                         | —         | MPC                           |
| 287688               | 2003 QY20  | 22 ago 2003 | Palomar          | NEAT                         | —         | MPC                           |
| 287689               | 2003 QN21  | 22 ago 2003 | Palomar          | NEAT                         | —         | MPC                           |
| 287690               | 2003 QF22  | 20 ago 2003 | Palomar          | NEAT                         | —         | MPC                           |
| 287691               | 2003 QD23  | 20 ago 2003 | Palomar          | NEAT                         | —         | MPC                           |
| 287692               | 2003 QX27  | 23 ago 2003 | Kleť             | Kleť Obs.                    | Phocaea   | MPC                           |
| 287693 Hugonnaivilma | 2003 QD31  | 24 ago 2003 | Piszkéstető      | K. Sárneczky, B. Sipőcz      | —         | MPC                           |
| 287694               | 2003 QL31  | 20 ago 2003 | Palomar          | NEAT                         | —         | MPC                           |
| 287695               | 2003 QM31  | 21 ago 2003 | Haleakala        | NEAT                         | —         | MPC                           |
| 287696               | 2003 QD34  | 22 ago 2003 | Palomar          | NEAT                         | —         | MPC                           |
| 287697               | 2003 QA36  | 22 ago 2003 | Socorro          | LINEAR                       | —         | MPC                           |
| 287698               | 2003 QP37  | 22 ago 2003 | Palomar          | NEAT                         | —         | MPC                           |
| 287699               | 2003 QG38  | 22 ago 2003 | Socorro          | LINEAR                       | —         | MPC                           |
| 287700               | 2003 QJ43  | 22 ago 2003 | Haleakala        | NEAT                         | —         | MPC                           |

## 287701–287800
| Designação    | Designação | Descoberta  | Descoberta       | Descobridor(es)         | Categoria | Mais informações / Referência |
| Permanente    | Provisória | Data        | Local            | Descobridor(es)         | Categoria | Mais informações / Referência |
| ------------- | ---------- | ----------- | ---------------- | ----------------------- | --------- | ----------------------------- |
| 287701        | 2003 QC45  | 23 ago 2003 | Socorro          | LINEAR                  | —         | MPC                           |
| 287702        | 2003 QE46  | 23 ago 2003 | Palomar          | NEAT                    | —         | MPC                           |
| 287703        | 2003 QR48  | 21 ago 2003 | Palomar          | NEAT                    | —         | MPC                           |
| 287704        | 2003 QE49  | 22 ago 2003 | Palomar          | NEAT                    | —         | MPC                           |
| 287705        | 2003 QC53  | 23 ago 2003 | Socorro          | LINEAR                  | —         | MPC                           |
| 287706        | 2003 QQ53  | 23 ago 2003 | Socorro          | LINEAR                  | —         | MPC                           |
| 287707        | 2003 QT59  | 23 ago 2003 | Socorro          | LINEAR                  | —         | MPC                           |
| 287708        | 2003 QW62  | 23 ago 2003 | Socorro          | LINEAR                  | —         | MPC                           |
| 287709        | 2003 QT68  | 26 ago 2003 | Socorro          | LINEAR                  | —         | MPC                           |
| 287710        | 2003 QB69  | 26 ago 2003 | Reedy Creek      | J. Broughton            | —         | MPC                           |
| 287711        | 2003 QO69  | 26 ago 2003 | Piszkéstető      | K. Sárneczky, B. Sipőcz | —         | MPC                           |
| 287712        | 2003 QR85  | 24 ago 2003 | Socorro          | LINEAR                  | —         | MPC                           |
| 287713        | 2003 QB87  | 25 ago 2003 | Socorro          | LINEAR                  | —         | MPC                           |
| 287714        | 2003 QC90  | 26 ago 2003 | Cerro Tololo     | M. W. Buie              | —         | MPC                           |
| 287715        | 2003 QH94  | 28 ago 2003 | Haleakala        | NEAT                    | —         | MPC                           |
| 287716        | 2003 QC95  | 29 ago 2003 | Haleakala        | NEAT                    | —         | MPC                           |
| 287717        | 2003 QD95  | 29 ago 2003 | Haleakala        | NEAT                    | —         | MPC                           |
| 287718        | 2003 QK95  | 30 ago 2003 | Kitt Peak        | Spacewatch              | —         | MPC                           |
| 287719        | 2003 QC102 | 30 ago 2003 | Kitt Peak        | Spacewatch              | —         | MPC                           |
| 287720        | 2003 QA105 | 31 ago 2003 | Kitt Peak        | Spacewatch              | —         | MPC                           |
| 287721        | 2003 QB110 | 31 ago 2003 | Kitt Peak        | Spacewatch              | —         | MPC                           |
| 287722        | 2003 QR114 | 25 ago 2003 | Palomar          | NEAT                    | —         | MPC                           |
| 287723        | 2003 QX119 | 27 ago 2003 | Palomar          | NEAT                    | —         | MPC                           |
| 287724        | 2003 QB120 | 28 ago 2003 | Palomar          | NEAT                    | —         | MPC                           |
| 287725        | 2003 RG    | 1 set 2003  | Socorro          | LINEAR                  | —         | MPC                           |
| 287726        | 2003 RC8   | 4 set 2003  | Campo Imperatore | CINEOS                  | Juno      | MPC                           |
| 287727        | 2003 RX8   | 1 set 2003  | Socorro          | LINEAR                  | —         | MPC                           |
| 287728        | 2003 RF12  | 13 set 2003 | Haleakala        | NEAT                    | —         | MPC                           |
| 287729        | 2003 RD15  | 15 set 2003 | Palomar          | NEAT                    | —         | MPC                           |
| 287730        | 2003 RB19  | 15 set 2003 | Anderson Mesa    | LONEOS                  | —         | MPC                           |
| 287731        | 2003 RN19  | 15 set 2003 | Anderson Mesa    | LONEOS                  | —         | MPC                           |
| 287732        | 2003 RS21  | 13 set 2003 | Haleakala        | NEAT                    | —         | MPC                           |
| 287733        | 2003 RT25  | 15 set 2003 | Palomar          | NEAT                    | —         | MPC                           |
| 287734        | 2003 RD27  | 3 set 2003  | Socorro          | LINEAR                  | —         | MPC                           |
| 287735        | 2003 SM1   | 16 set 2003 | Kitt Peak        | Spacewatch              | —         | MPC                           |
| 287736        | 2003 SZ4   | 16 set 2003 | Kitt Peak        | Spacewatch              | —         | MPC                           |
| 287737        | 2003 SX5   | 16 set 2003 | Palomar          | NEAT                    | —         | MPC                           |
| 287738        | 2003 SG6   | 16 set 2003 | Haleakala        | NEAT                    | —         | MPC                           |
| 287739        | 2003 SA8   | 16 set 2003 | Palomar          | NEAT                    | —         | MPC                           |
| 287740        | 2003 SU9   | 17 set 2003 | Kitt Peak        | Spacewatch              | —         | MPC                           |
| 287741        | 2003 SA12  | 16 set 2003 | Kitt Peak        | Spacewatch              | Ursula    | MPC                           |
| 287742        | 2003 SL12  | 16 set 2003 | Palomar          | NEAT                    | —         | MPC                           |
| 287743        | 2003 SN16  | 17 set 2003 | Kitt Peak        | Spacewatch              | —         | MPC                           |
| 287744        | 2003 SS23  | 17 set 2003 | Kitt Peak        | Spacewatch              | —         | MPC                           |
| 287745        | 2003 SJ24  | 17 set 2003 | Palomar          | NEAT                    | —         | MPC                           |
| 287746        | 2003 SR26  | 17 set 2003 | Haleakala        | NEAT                    | —         | MPC                           |
| 287747        | 2003 SV26  | 18 set 2003 | Palomar          | NEAT                    | —         | MPC                           |
| 287748        | 2003 SX30  | 18 set 2003 | Kitt Peak        | Spacewatch              | Brangane  | MPC                           |
| 287749        | 2003 SJ32  | 17 set 2003 | Palomar          | NEAT                    | —         | MPC                           |
| 287750        | 2003 SS33  | 18 set 2003 | Socorro          | LINEAR                  | —         | MPC                           |
| 287751        | 2003 SU35  | 17 set 2003 | Haleakala        | NEAT                    | —         | MPC                           |
| 287752        | 2003 SG38  | 16 set 2003 | Palomar          | NEAT                    | —         | MPC                           |
| 287753        | 2003 SS39  | 16 set 2003 | Palomar          | NEAT                    | —         | MPC                           |
| 287754        | 2003 SX40  | 17 set 2003 | Palomar          | NEAT                    | —         | MPC                           |
| 287755        | 2003 SR41  | 18 set 2003 | Palomar          | NEAT                    | —         | MPC                           |
| 287756        | 2003 SY42  | 16 set 2003 | Anderson Mesa    | LONEOS                  | —         | MPC                           |
| 287757        | 2003 SS48  | 18 set 2003 | Palomar          | NEAT                    | —         | MPC                           |
| 287758        | 2003 ST49  | 18 set 2003 | Palomar          | NEAT                    | —         | MPC                           |
| 287759        | 2003 SN54  | 16 set 2003 | Anderson Mesa    | LONEOS                  | —         | MPC                           |
| 287760        | 2003 SY58  | 17 set 2003 | Kitt Peak        | Spacewatch              | —         | MPC                           |
| 287761        | 2003 SV60  | 17 set 2003 | Kitt Peak        | Spacewatch              | —         | MPC                           |
| 287762        | 2003 SH61  | 17 set 2003 | Socorro          | LINEAR                  | Mitidika  | MPC                           |
| 287763        | 2003 SY63  | 17 set 2003 | Campo Imperatore | CINEOS                  | —         | MPC                           |
| 287764        | 2003 SL65  | 18 set 2003 | Anderson Mesa    | LONEOS                  | —         | MPC                           |
| 287765        | 2003 SU65  | 18 set 2003 | Socorro          | LINEAR                  | —         | MPC                           |
| 287766        | 2003 SG67  | 19 set 2003 | Socorro          | LINEAR                  | —         | MPC                           |
| 287767        | 2003 SS67  | 16 set 2003 | Kitt Peak        | Spacewatch              | —         | MPC                           |
| 287768        | 2003 SE69  | 17 set 2003 | Kitt Peak        | Spacewatch              | —         | MPC                           |
| 287769        | 2003 SE72  | 18 set 2003 | Kitt Peak        | Spacewatch              | —         | MPC                           |
| 287770        | 2003 SP74  | 18 set 2003 | Kitt Peak        | Spacewatch              | —         | MPC                           |
| 287771        | 2003 SB79  | 19 set 2003 | Kitt Peak        | Spacewatch              | —         | MPC                           |
| 287772        | 2003 SE82  | 17 set 2003 | Kitt Peak        | Spacewatch              | —         | MPC                           |
| 287773        | 2003 SD83  | 18 set 2003 | Kitt Peak        | Spacewatch              | —         | MPC                           |
| 287774        | 2003 SA86  | 16 set 2003 | Kitt Peak        | Spacewatch              | —         | MPC                           |
| 287775        | 2003 SD88  | 18 set 2003 | Campo Imperatore | CINEOS                  | —         | MPC                           |
| 287776        | 2003 SA89  | 18 set 2003 | Palomar          | NEAT                    | —         | MPC                           |
| 287777        | 2003 SO91  | 18 set 2003 | Palomar          | NEAT                    | —         | MPC                           |
| 287778        | 2003 SX93  | 18 set 2003 | Kitt Peak        | Spacewatch              | —         | MPC                           |
| 287779        | 2003 SZ98  | 19 set 2003 | Haleakala        | NEAT                    | —         | MPC                           |
| 287780        | 2003 SJ102 | 20 set 2003 | Socorro          | LINEAR                  | —         | MPC                           |
| 287781        | 2003 SS103 | 20 set 2003 | Socorro          | LINEAR                  | —         | MPC                           |
| 287782        | 2003 SP109 | 20 set 2003 | Kitt Peak        | Spacewatch              | —         | MPC                           |
| 287783        | 2003 SE113 | 16 set 2003 | Kitt Peak        | Spacewatch              | Brangane  | MPC                           |
| 287784        | 2003 SG116 | 16 set 2003 | Socorro          | LINEAR                  | —         | MPC                           |
| 287785        | 2003 SX117 | 16 set 2003 | Kitt Peak        | Spacewatch              | Mitidika  | MPC                           |
| 287786        | 2003 SN119 | 17 set 2003 | Anderson Mesa    | LONEOS                  | —         | MPC                           |
| 287787 Karády | 2003 SY128 | 20 set 2003 | Piszkéstető      | K. Sárneczky, B. Sipőcz | —         | MPC                           |
| 287788        | 2003 SY133 | 18 set 2003 | Socorro          | LINEAR                  | —         | MPC                           |
| 287789        | 2003 SP134 | 18 set 2003 | Palomar          | NEAT                    | —         | MPC                           |
| 287790        | 2003 SB139 | 21 set 2003 | Socorro          | LINEAR                  | —         | MPC                           |
| 287791        | 2003 SQ140 | 19 set 2003 | Palomar          | NEAT                    | —         | MPC                           |
| 287792        | 2003 SO143 | 20 set 2003 | Palomar          | NEAT                    | —         | MPC                           |
| 287793        | 2003 SR143 | 21 set 2003 | Socorro          | LINEAR                  | —         | MPC                           |
| 287794        | 2003 SU146 | 20 set 2003 | Palomar          | NEAT                    | —         | MPC                           |
| 287795        | 2003 SY152 | 19 set 2003 | Anderson Mesa    | LONEOS                  | —         | MPC                           |
| 287796        | 2003 SJ155 | 19 set 2003 | Anderson Mesa    | LONEOS                  | —         | MPC                           |
| 287797        | 2003 SL155 | 19 set 2003 | Anderson Mesa    | LONEOS                  | —         | MPC                           |
| 287798        | 2003 SS159 | 22 set 2003 | Kitt Peak        | Spacewatch              | —         | MPC                           |
| 287799        | 2003 SK161 | 18 set 2003 | Socorro          | LINEAR                  | —         | MPC                           |
| 287800        | 2003 SO161 | 18 set 2003 | Kitt Peak        | Spacewatch              | —         | MPC                           |

## 287801–287900
| Designação | Designação | Descoberta  | Descoberta    | Descobridor(es)  | Categoria | Mais informações / Referência |
| Permanente | Provisória | Data        | Local         | Descobridor(es)  | Categoria | Mais informações / Referência |
| ---------- | ---------- | ----------- | ------------- | ---------------- | --------- | ----------------------------- |
| 287801     | 2003 SD163 | 19 set 2003 | Kitt Peak     | Spacewatch       | —         | MPC                           |
| 287802     | 2003 SG163 | 19 set 2003 | Kitt Peak     | Spacewatch       | —         | MPC                           |
| 287803     | 2003 SU165 | 20 set 2003 | Palomar       | NEAT             | —         | MPC                           |
| 287804     | 2003 SG166 | 21 set 2003 | Kitt Peak     | Spacewatch       | —         | MPC                           |
| 287805     | 2003 SC172 | 18 set 2003 | Socorro       | LINEAR           | —         | MPC                           |
| 287806     | 2003 SH172 | 18 set 2003 | Palomar       | NEAT             | —         | MPC                           |
| 287807     | 2003 SU172 | 18 set 2003 | Socorro       | LINEAR           | —         | MPC                           |
| 287808     | 2003 SP173 | 18 set 2003 | Palomar       | NEAT             | Brangane  | MPC                           |
| 287809     | 2003 SR175 | 18 set 2003 | Kitt Peak     | Spacewatch       | —         | MPC                           |
| 287810     | 2003 SJ176 | 18 set 2003 | Palomar       | NEAT             | —         | MPC                           |
| 287811     | 2003 SS180 | 19 set 2003 | Kitt Peak     | Spacewatch       | —         | MPC                           |
| 287812     | 2003 SW180 | 20 set 2003 | Kitt Peak     | Spacewatch       | Maria     | MPC                           |
| 287813     | 2003 SD183 | 21 set 2003 | Kitt Peak     | Spacewatch       | —         | MPC                           |
| 287814     | 2003 SR183 | 21 set 2003 | Socorro       | LINEAR           | Juno      | MPC                           |
| 287815     | 2003 SC186 | 22 set 2003 | Anderson Mesa | LONEOS           | —         | MPC                           |
| 287816     | 2003 SV187 | 22 set 2003 | Kitt Peak     | Spacewatch       | —         | MPC                           |
| 287817     | 2003 SX189 | 24 set 2003 | Palomar       | NEAT             | —         | MPC                           |
| 287818     | 2003 SH190 | 24 set 2003 | Haleakala     | NEAT             | —         | MPC                           |
| 287819     | 2003 SN190 | 17 set 2003 | Kitt Peak     | Spacewatch       | —         | MPC                           |
| 287820     | 2003 SE193 | 20 set 2003 | Palomar       | NEAT             | —         | MPC                           |
| 287821     | 2003 SG193 | 20 set 2003 | Palomar       | NEAT             | —         | MPC                           |
| 287822     | 2003 SO193 | 20 set 2003 | Socorro       | LINEAR           | —         | MPC                           |
| 287823     | 2003 SK194 | 20 set 2003 | Kitt Peak     | Spacewatch       | —         | MPC                           |
| 287824     | 2003 SK195 | 20 set 2003 | Palomar       | NEAT             | —         | MPC                           |
| 287825     | 2003 SX195 | 20 set 2003 | Palomar       | NEAT             | —         | MPC                           |
| 287826     | 2003 SA197 | 21 set 2003 | Anderson Mesa | LONEOS           | —         | MPC                           |
| 287827     | 2003 SC198 | 21 set 2003 | Anderson Mesa | LONEOS           | —         | MPC                           |
| 287828     | 2003 SY198 | 21 set 2003 | Anderson Mesa | LONEOS           | —         | MPC                           |
| 287829     | 2003 SB201 | 23 set 2003 | Sierra Nevada | A. Sota          | —         | MPC                           |
| 287830     | 2003 SL201 | 26 set 2003 | Socorro       | LINEAR           | Juno      | MPC                           |
| 287831     | 2003 SM201 | 26 set 2003 | Socorro       | LINEAR           | —         | MPC                           |
| 287832     | 2003 SD203 | 22 set 2003 | Anderson Mesa | LONEOS           | —         | MPC                           |
| 287833     | 2003 SF203 | 22 set 2003 | Anderson Mesa | LONEOS           | —         | MPC                           |
| 287834     | 2003 SY203 | 22 set 2003 | Anderson Mesa | LONEOS           | Mitidika  | MPC                           |
| 287835     | 2003 SP204 | 22 set 2003 | Socorro       | LINEAR           | —         | MPC                           |
| 287836     | 2003 SL208 | 23 set 2003 | Palomar       | NEAT             | Ursula    | MPC                           |
| 287837     | 2003 SY209 | 25 set 2003 | Haleakala     | NEAT             | —         | MPC                           |
| 287838     | 2003 SV215 | 24 set 2003 | Haleakala     | NEAT             | —         | MPC                           |
| 287839     | 2003 SY218 | 28 set 2003 | Junk Bond     | Junk Bond Obs.   | —         | MPC                           |
| 287840     | 2003 SD219 | 22 set 2003 | Anderson Mesa | LONEOS           | —         | MPC                           |
| 287841     | 2003 SL219 | 26 set 2003 | Socorro       | LINEAR           | —         | MPC                           |
| 287842     | 2003 SX219 | 29 set 2003 | Wrightwood    | J. W. Young      | —         | MPC                           |
| 287843     | 2003 SO226 | 26 set 2003 | Desert Eagle  | W. K. Y. Yeung   | —         | MPC                           |
| 287844     | 2003 SN229 | 27 set 2003 | Kitt Peak     | Spacewatch       | —         | MPC                           |
| 287845     | 2003 SC231 | 24 set 2003 | Palomar       | NEAT             | Brangane  | MPC                           |
| 287846     | 2003 SD231 | 24 set 2003 | Palomar       | NEAT             | —         | MPC                           |
| 287847     | 2003 SQ235 | 25 set 2003 | Palomar       | NEAT             | —         | MPC                           |
| 287848     | 2003 SQ236 | 26 set 2003 | Socorro       | LINEAR           | —         | MPC                           |
| 287849     | 2003 SY237 | 26 set 2003 | Socorro       | LINEAR           | —         | MPC                           |
| 287850     | 2003 SR242 | 27 set 2003 | Kitt Peak     | Spacewatch       | —         | MPC                           |
| 287851     | 2003 ST242 | 27 set 2003 | Kitt Peak     | Spacewatch       | —         | MPC                           |
| 287852     | 2003 SD244 | 28 set 2003 | Kitt Peak     | Spacewatch       | Eos       | MPC                           |
| 287853     | 2003 SX246 | 26 set 2003 | Socorro       | LINEAR           | —         | MPC                           |
| 287854     | 2003 SV250 | 26 set 2003 | Socorro       | LINEAR           | —         | MPC                           |
| 287855     | 2003 SA252 | 26 set 2003 | Socorro       | LINEAR           | —         | MPC                           |
| 287856     | 2003 SQ254 | 27 set 2003 | Kitt Peak     | Spacewatch       | —         | MPC                           |
| 287857     | 2003 SW255 | 27 set 2003 | Kitt Peak     | Spacewatch       | —         | MPC                           |
| 287858     | 2003 SW256 | 28 set 2003 | Kitt Peak     | Spacewatch       | —         | MPC                           |
| 287859     | 2003 SJ260 | 27 set 2003 | Socorro       | LINEAR           | Ursula    | MPC                           |
| 287860     | 2003 SA263 | 28 set 2003 | Socorro       | LINEAR           | —         | MPC                           |
| 287861     | 2003 SC266 | 29 set 2003 | Socorro       | LINEAR           | Ursula    | MPC                           |
| 287862     | 2003 SW274 | 28 set 2003 | Kitt Peak     | Spacewatch       | —         | MPC                           |
| 287863     | 2003 SM275 | 29 set 2003 | Socorro       | LINEAR           | —         | MPC                           |
| 287864     | 2003 SA278 | 30 set 2003 | Socorro       | LINEAR           | —         | MPC                           |
| 287865     | 2003 SK284 | 20 set 2003 | Socorro       | LINEAR           | Phocaea   | MPC                           |
| 287866     | 2003 SK289 | 28 set 2003 | Socorro       | LINEAR           | —         | MPC                           |
| 287867     | 2003 SV292 | 26 set 2003 | Črni Vrh      | Črni Vrh         | —         | MPC                           |
| 287868     | 2003 SE294 | 28 set 2003 | Socorro       | LINEAR           | —         | MPC                           |
| 287869     | 2003 SF295 | 29 set 2003 | Anderson Mesa | LONEOS           | —         | MPC                           |
| 287870     | 2003 SG302 | 17 set 2003 | Palomar       | NEAT             | —         | MPC                           |
| 287871     | 2003 SN303 | 17 set 2003 | Palomar       | NEAT             | —         | MPC                           |
| 287872     | 2003 SE305 | 17 set 2003 | Palomar       | NEAT             | —         | MPC                           |
| 287873     | 2003 ST305 | 30 set 2003 | Socorro       | LINEAR           | —         | MPC                           |
| 287874     | 2003 SZ305 | 30 set 2003 | Socorro       | LINEAR           | —         | MPC                           |
| 287875     | 2003 SV313 | 29 set 2003 | Andrushivka   | Andrushivka Obs. | Brangane  | MPC                           |
| 287876     | 2003 SC315 | 19 set 2003 | Palomar       | NEAT             | —         | MPC                           |
| 287877     | 2003 SJ318 | 16 set 2003 | Kitt Peak     | Spacewatch       | Ursula    | MPC                           |
| 287878     | 2003 SL318 | 17 set 2003 | Kitt Peak     | Spacewatch       | —         | MPC                           |
| 287879     | 2003 SU319 | 28 set 2003 | Socorro       | LINEAR           | —         | MPC                           |
| 287880     | 2003 SC324 | 16 set 2003 | Kitt Peak     | Spacewatch       | Mitidika  | MPC                           |
| 287881     | 2003 SZ324 | 17 set 2003 | Kitt Peak     | Spacewatch       | —         | MPC                           |
| 287882     | 2003 ST325 | 18 set 2003 | Kitt Peak     | Spacewatch       | —         | MPC                           |
| 287883     | 2003 SX326 | 18 set 2003 | Kitt Peak     | Spacewatch       | —         | MPC                           |
| 287884     | 2003 SC329 | 21 set 2003 | Kitt Peak     | Spacewatch       | —         | MPC                           |
| 287885     | 2003 ST329 | 22 set 2003 | Haleakala     | NEAT             | —         | MPC                           |
| 287886     | 2003 SJ330 | 26 set 2003 | Apache Point  | SDSS             | —         | MPC                           |
| 287887     | 2003 SQ331 | 27 set 2003 | Kitt Peak     | Spacewatch       | —         | MPC                           |
| 287888     | 2003 SO333 | 26 set 2003 | Apache Point  | SDSS             | —         | MPC                           |
| 287889     | 2003 SG334 | 22 set 2003 | Kitt Peak     | Spacewatch       | Mitidika  | MPC                           |
| 287890     | 2003 SU336 | 27 set 2003 | Apache Point  | SDSS             | —         | MPC                           |
| 287891     | 2003 SE338 | 26 set 2003 | Apache Point  | SDSS             | —         | MPC                           |
| 287892     | 2003 SP342 | 17 set 2003 | Kitt Peak     | Spacewatch       | —         | MPC                           |
| 287893     | 2003 SX349 | 18 set 2003 | Kitt Peak     | Spacewatch       | —         | MPC                           |
| 287894     | 2003 SL351 | 19 set 2003 | Palomar       | NEAT             | —         | MPC                           |
| 287895     | 2003 SO375 | 26 set 2003 | Apache Point  | SDSS             | —         | MPC                           |
| 287896     | 2003 SK377 | 26 set 2003 | Apache Point  | SDSS             | Mitidika  | MPC                           |
| 287897     | 2003 ST382 | 26 set 2003 | Apache Point  | SDSS             | —         | MPC                           |
| 287898     | 2003 SY388 | 26 set 2003 | Apache Point  | SDSS             | Brangane  | MPC                           |
| 287899     | 2003 SL401 | 26 set 2003 | Apache Point  | SDSS             | —         | MPC                           |
| 287900     | 2003 SU413 | 28 set 2003 | Apache Point  | SDSS             | Ursula    | MPC                           |

## 287901–288000
| Designação | Designação | Descoberta  | Descoberta    | Descobridor(es) | Categoria | Mais informações / Referência |
| Permanente | Provisória | Data        | Local         | Descobridor(es) | Categoria | Mais informações / Referência |
| ---------- | ---------- | ----------- | ------------- | --------------- | --------- | ----------------------------- |
| 287901     | 2003 SO423 | 28 set 2003 | Haleakala     | NEAT            | Phocaea   | MPC                           |
| 287902     | 2003 SQ427 | 28 set 2003 | Apache Point  | SDSS            | —         | MPC                           |
| 287903     | 2003 SX428 | 19 set 2003 | Kitt Peak     | Spacewatch      | —         | MPC                           |
| 287904     | 2003 SO430 | 20 set 2003 | Anderson Mesa | LONEOS          | —         | MPC                           |
| 287905     | 2003 SV430 | 30 set 2003 | Kitt Peak     | Spacewatch      | —         | MPC                           |
| 287906     | 2003 SQ433 | 30 set 2003 | Kitt Peak     | Spacewatch      | —         | MPC                           |
| 287907     | 2003 TV5   | 3 out 2003  | Kitt Peak     | Spacewatch      | —         | MPC                           |
| 287908     | 2003 TK11  | 14 out 2003 | Anderson Mesa | LONEOS          | —         | MPC                           |
| 287909     | 2003 TR12  | 14 out 2003 | Anderson Mesa | LONEOS          | —         | MPC                           |
| 287910     | 2003 TY19  | 3 out 2003  | Kitt Peak     | Spacewatch      | —         | MPC                           |
| 287911     | 2003 TZ33  | 1 out 2003  | Kitt Peak     | Spacewatch      | —         | MPC                           |
| 287912     | 2003 TG35  | 1 out 2003  | Kitt Peak     | Spacewatch      | —         | MPC                           |
| 287913     | 2003 TE37  | 2 out 2003  | Kitt Peak     | Spacewatch      | —         | MPC                           |
| 287914     | 2003 TX41  | 2 out 2003  | Kitt Peak     | Spacewatch      | —         | MPC                           |
| 287915     | 2003 TH47  | 3 out 2003  | Kitt Peak     | Spacewatch      | —         | MPC                           |
| 287916     | 2003 TJ47  | 3 out 2003  | Kitt Peak     | Spacewatch      | —         | MPC                           |
| 287917     | 2003 TH48  | 3 out 2003  | Kitt Peak     | Spacewatch      | —         | MPC                           |
| 287918     | 2003 TY49  | 3 out 2003  | Kitt Peak     | Spacewatch      | —         | MPC                           |
| 287919     | 2003 TP56  | 5 out 2003  | Kitt Peak     | Spacewatch      | —         | MPC                           |
| 287920     | 2003 TP58  | 15 out 2003 | Palomar       | NEAT            | Ursula    | MPC                           |
| 287921     | 2003 UO1   | 16 out 2003 | Palomar       | NEAT            | —         | MPC                           |
| 287922     | 2003 UH9   | 18 out 2003 | Socorro       | LINEAR          | Juno      | MPC                           |
| 287923     | 2003 UL10  | 18 out 2003 | Palomar       | NEAT            | —         | MPC                           |
| 287924     | 2003 UZ19  | 22 out 2003 | Socorro       | LINEAR          | —         | MPC                           |
| 287925     | 2003 UQ22  | 22 out 2003 | Kitt Peak     | Spacewatch      | —         | MPC                           |
| 287926     | 2003 UF23  | 22 out 2003 | Kvistaberg    | UDAS            | Phocaea   | MPC                           |
| 287927     | 2003 UT29  | 21 out 2003 | Palomar       | NEAT            | —         | MPC                           |
| 287928     | 2003 UR30  | 16 out 2003 | Palomar       | NEAT            | —         | MPC                           |
| 287929     | 2003 UA31  | 16 out 2003 | Kitt Peak     | Spacewatch      | —         | MPC                           |
| 287930     | 2003 UG36  | 16 out 2003 | Palomar       | NEAT            | —         | MPC                           |
| 287931     | 2003 UM39  | 16 out 2003 | Kitt Peak     | Spacewatch      | —         | MPC                           |
| 287932     | 2003 UO41  | 17 out 2003 | Kitt Peak     | Spacewatch      | —         | MPC                           |
| 287933     | 2003 UB46  | 18 out 2003 | Kitt Peak     | Spacewatch      | —         | MPC                           |
| 287934     | 2003 UA50  | 16 out 2003 | Haleakala     | NEAT            | —         | MPC                           |
| 287935     | 2003 UE53  | 18 out 2003 | Palomar       | NEAT            | —         | MPC                           |
| 287936     | 2003 UP56  | 22 out 2003 | Kitt Peak     | Spacewatch      | —         | MPC                           |
| 287937     | 2003 UX58  | 16 out 2003 | Kitt Peak     | Spacewatch      | —         | MPC                           |
| 287938     | 2003 UR61  | 16 out 2003 | Anderson Mesa | LONEOS          | —         | MPC                           |
| 287939     | 2003 UM70  | 18 out 2003 | Kitt Peak     | Spacewatch      | —         | MPC                           |
| 287940     | 2003 UT70  | 18 out 2003 | Kitt Peak     | Spacewatch      | —         | MPC                           |
| 287941     | 2003 UM72  | 19 out 2003 | Kitt Peak     | Spacewatch      | —         | MPC                           |
| 287942     | 2003 UV73  | 27 out 2003 | Socorro       | LINEAR          | Juno      | MPC                           |
| 287943     | 2003 UA74  | 16 out 2003 | Palomar       | NEAT            | —         | MPC                           |
| 287944     | 2003 US78  | 18 out 2003 | Kitt Peak     | Spacewatch      | —         | MPC                           |
| 287945     | 2003 UJ84  | 18 out 2003 | Kitt Peak     | Spacewatch      | —         | MPC                           |
| 287946     | 2003 US86  | 18 out 2003 | Palomar       | NEAT            | —         | MPC                           |
| 287947     | 2003 UH91  | 20 out 2003 | Socorro       | LINEAR          | —         | MPC                           |
| 287948     | 2003 UN91  | 20 out 2003 | Socorro       | LINEAR          | —         | MPC                           |
| 287949     | 2003 UO91  | 20 out 2003 | Kitt Peak     | Spacewatch      | —         | MPC                           |
| 287950     | 2003 UG93  | 17 out 2003 | Anderson Mesa | LONEOS          | —         | MPC                           |
| 287951     | 2003 UY94  | 18 out 2003 | Kitt Peak     | Spacewatch      | —         | MPC                           |
| 287952     | 2003 UK97  | 19 out 2003 | Kitt Peak     | Spacewatch      | —         | MPC                           |
| 287953     | 2003 UR98  | 19 out 2003 | Anderson Mesa | LONEOS          | —         | MPC                           |
| 287954     | 2003 UJ103 | 20 out 2003 | Kitt Peak     | Spacewatch      | —         | MPC                           |
| 287955     | 2003 UM103 | 20 out 2003 | Palomar       | NEAT            | —         | MPC                           |
| 287956     | 2003 UP104 | 18 out 2003 | Kitt Peak     | Spacewatch      | —         | MPC                           |
| 287957     | 2003 UF105 | 18 out 2003 | Palomar       | NEAT            | —         | MPC                           |
| 287958     | 2003 UT109 | 19 out 2003 | Palomar       | NEAT            | —         | MPC                           |
| 287959     | 2003 UC111 | 19 out 2003 | Haleakala     | NEAT            | Mitidika  | MPC                           |
| 287960     | 2003 UR113 | 20 out 2003 | Socorro       | LINEAR          | —         | MPC                           |
| 287961     | 2003 UO120 | 18 out 2003 | Kitt Peak     | Spacewatch      | —         | MPC                           |
| 287962     | 2003 UZ120 | 18 out 2003 | Kitt Peak     | Spacewatch      | —         | MPC                           |
| 287963     | 2003 UR122 | 19 out 2003 | Palomar       | NEAT            | —         | MPC                           |
| 287964     | 2003 UG123 | 19 out 2003 | Kitt Peak     | Spacewatch      | —         | MPC                           |
| 287965     | 2003 UR123 | 19 out 2003 | Kitt Peak     | Spacewatch      | —         | MPC                           |
| 287966     | 2003 UQ126 | 20 out 2003 | Palomar       | NEAT            | —         | MPC                           |
| 287967     | 2003 UW129 | 18 out 2003 | Palomar       | NEAT            | —         | MPC                           |
| 287968     | 2003 UC131 | 19 out 2003 | Palomar       | NEAT            | —         | MPC                           |
| 287969     | 2003 UR133 | 20 out 2003 | Socorro       | LINEAR          | —         | MPC                           |
| 287970     | 2003 UR135 | 21 out 2003 | Palomar       | NEAT            | —         | MPC                           |
| 287971     | 2003 US140 | 16 out 2003 | Palomar       | NEAT            | —         | MPC                           |
| 287972     | 2003 UX147 | 18 out 2003 | Palomar       | NEAT            | —         | MPC                           |
| 287973     | 2003 UH148 | 19 out 2003 | Anderson Mesa | LONEOS          | —         | MPC                           |
| 287974     | 2003 UQ148 | 19 out 2003 | Kitt Peak     | Spacewatch      | —         | MPC                           |
| 287975     | 2003 UQ149 | 20 out 2003 | Socorro       | LINEAR          | —         | MPC                           |
| 287976     | 2003 UE153 | 21 out 2003 | Palomar       | NEAT            | —         | MPC                           |
| 287977     | 2003 UA159 | 20 out 2003 | Kitt Peak     | Spacewatch      | —         | MPC                           |
| 287978     | 2003 UF159 | 20 out 2003 | Kitt Peak     | Spacewatch      | —         | MPC                           |
| 287979     | 2003 UH160 | 21 out 2003 | Kitt Peak     | Spacewatch      | —         | MPC                           |
| 287980     | 2003 US161 | 21 out 2003 | Socorro       | LINEAR          | —         | MPC                           |
| 287981     | 2003 UP162 | 21 out 2003 | Socorro       | LINEAR          | —         | MPC                           |
| 287982     | 2003 UQ164 | 21 out 2003 | Socorro       | LINEAR          | Meliboea  | MPC                           |
| 287983     | 2003 UQ165 | 21 out 2003 | Kitt Peak     | Spacewatch      | —         | MPC                           |
| 287984     | 2003 UW167 | 22 out 2003 | Socorro       | LINEAR          | —         | MPC                           |
| 287985     | 2003 UJ168 | 22 out 2003 | Socorro       | LINEAR          | —         | MPC                           |
| 287986     | 2003 UD174 | 21 out 2003 | Kitt Peak     | Spacewatch      | —         | MPC                           |
| 287987     | 2003 US175 | 21 out 2003 | Palomar       | NEAT            | —         | MPC                           |
| 287988     | 2003 US178 | 21 out 2003 | Palomar       | NEAT            | —         | MPC                           |
| 287989     | 2003 UX179 | 21 out 2003 | Socorro       | LINEAR          | —         | MPC                           |
| 287990     | 2003 UL180 | 21 out 2003 | Socorro       | LINEAR          | —         | MPC                           |
| 287991     | 2003 UP183 | 21 out 2003 | Palomar       | NEAT            | —         | MPC                           |
| 287992     | 2003 UT183 | 21 out 2003 | Palomar       | NEAT            | —         | MPC                           |
| 287993     | 2003 UC184 | 21 out 2003 | Palomar       | NEAT            | —         | MPC                           |
| 287994     | 2003 US184 | 21 out 2003 | Palomar       | NEAT            | —         | MPC                           |
| 287995     | 2003 UP187 | 22 out 2003 | Socorro       | LINEAR          | —         | MPC                           |
| 287996     | 2003 UC190 | 22 out 2003 | Kitt Peak     | Spacewatch      | —         | MPC                           |
| 287997     | 2003 UT190 | 23 out 2003 | Anderson Mesa | LONEOS          | —         | MPC                           |
| 287998     | 2003 UX190 | 23 out 2003 | Anderson Mesa | LONEOS          | —         | MPC                           |
| 287999     | 2003 UK191 | 23 out 2003 | Anderson Mesa | LONEOS          | —         | MPC                           |
| 288000     | 2003 UW191 | 23 out 2003 | Anderson Mesa | LONEOS          | —         | MPC                           |